# صوماليلاند

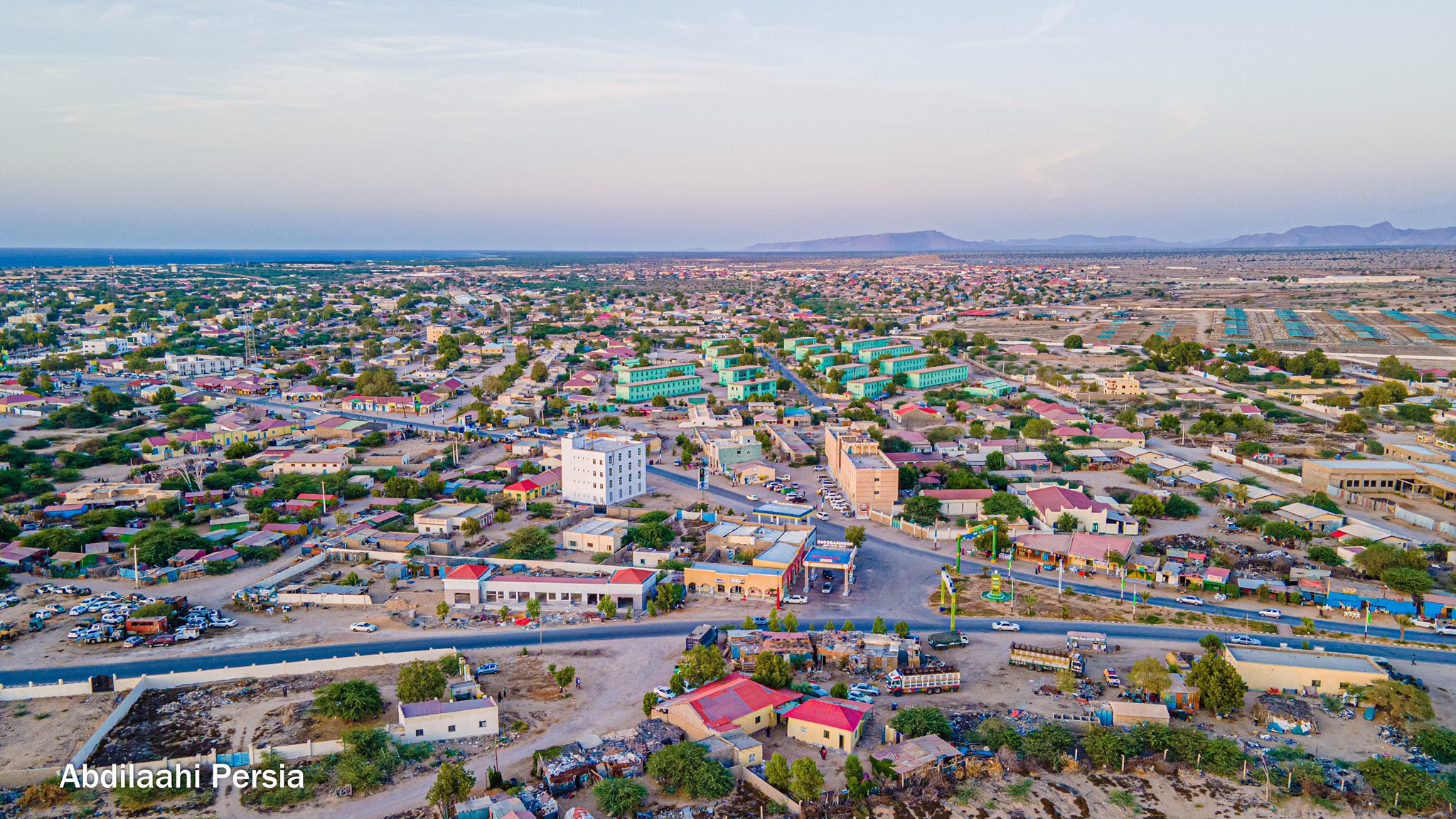
المنطقة الاقتصادية الرئيسية في بربرة للشحن ونقل البضائع نحو إفريقيا والكهرباء والعالم العالمي

صوماليلاند (بالصومالية: Jamhuuriyadda Soomaaliland) أو كما تسمى رسمياً جمهورية أرض الصومال(بالصومالية: Jamhuuriyadda Soomaaliland)، جمهورية أعلنت استقلالها عن بريطانيا عام 1960، واعترفت بها أكثر من 34 دولة عضو في الأمم المتحدة. ولكن الشعب كان يريد تأسيس بلد لكل المتحدثين باللغة الصومالية (في منطقة الصومال الكبير) ابتداًء من جيبوتي (حاليًا) إلى إقليم NDF في كينيا. ذلك الحلم بدأ بالاتحاد مع الصومال (الجنوب). وبعد 18 عامًا من الوحدة قامت الحرب الأهلية التي قُتل فيها ما يقارب من ربع مليون مدني. وبعد استيلاء الحركة الوطنية SNM وهزيمتها للحكومة، أعادت صوماليلاند إعلان استقلالها عام 1990 ولكن لم تنل اعتراف رسمي بها. تبلغ مساحة أراضيها المزعومة 176,120 كيلومترًا مربعًا (68,000 ميل مربع)،  ويبلغ عدد سكانها حوالي 6.2 مليون نسمة اعتبارًا من عام 2024. عاصمتها وأكبر مدنها هي هرجيسا.
تقع صوماليلاند في منطقة القرن الأفريقي في البرّ الرئيسي لقارة أفريقيا على شاطئ خليج عدن وبالتحديد في شمال الصومال. تحدها إثيوبيا من الغرب وجيبوتي من الشمال الغربي و‌خليج عدن من الشمال حتى الحدود البحرية مع اليمن.
في عام 1988 تسبب الرئيس محمد سياد بري بعد استيلائه على السلطة وإقامة نظام عسكري ثوري في ظهور أزمات كبيرة واتهامات بمجازر كانت من جملة المسببات التي أدت إلى الحرب الأهلية الصومالية، مما أدى لانهيار البنية التحتية والاقتصاد الصومالي؛ فضلا عن تدهور وضع المؤسسة العسكرية الصومالية؛ مما أدى لانهيار الحكومة المركزية. وعقب انهيار الحكومة المركزية في عام 1991، أعلنت الحكومة المحلية بقيادة الحركة الوطنية (SNM) الاستقلال عن بقية الصومال، وكان ذلك في 18 مايو من العام نفسه.
منذ ذلك الحين، أصبحت صوماليلاند تتمتع بدرجة عالية من الاستقرار والأمن مقارنة ببقية أراضي الصومال، وتحتفظ حكومة صوماليلاند بعلاقات غير رسمية مع بعض الحكومات الأجنبية التي أرسلت وفوداً بروتوكولية إلى العاصمة هرجيسا. كما تملك إثيوبيا مكتباً تجارياً في هرجيسا. ومع ذلك، لا تزال أرض الصومال التي أعلنت الانفصال من طرف واحد عن بقية الإقليم الصومالي غير معترف بها من قبل أية دولة أو منظمة دولية.

## التاريخ

### عصر ما قبل التاريخ

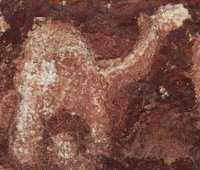
فن الصخور القديم يصور جملاً.

وطأت قدم الإنسان الأول أراضي صوماليلاند في العصر الحجري القديم، حيث ترجع النقوش والرسومات التي وجدت منقوشة على جدران الكهوف بشمال الصومال إلى حوالي عام 9000 ق.م، وأشهر تلك الكهوف مجمع لاس جيل، والذي يقع بضواحي مدينة هرجيسا؛ حيث اكتشفت على جدرانه واحدة من أقدم النقوش الجدارية في قارة إفريقيا. كما عُثر على كتابات موجودة بأسفل كل صورة أو نقش جداري بالمجمع، إلا أن علماء الآثار لم يتمكنوا من فك رموز تلك اللغة أو الكتابات حتى الآن. وخلال العصر الحجري نمت الحضارة في مدينتي هرجيسا ودزي؛ مما أدى إلى إقامة المصانع وازدهار الصناعات التي اشتهرت بها كلا المدينتين. كما وجدت أقدم الأدلة الحسية على المراسم الجنائزية بمنطقة القرن الإفريقي في المقابر التي تم العثور عليها في الصومال؛ والتي يرجع تاريخها إلى الألفية الرابعة قبل الميلاد. كما تعد الأدوات البدائية التي تم استخراجها من موقع «جليلو» الأثري شمال الصومال أهم حلقات الوصل فيما يتعلق بالاتصال بين الشرق والغرب خلال القرون الأولى من نشأة الإنسان البدائي على وجه الأرض.

### الإسلام والعصور الوسطى
يمتد تاريخ الإسلام في القرن الإفريقي إلى اللحظات الأولى لميلاد الدين الجديد في شبه الجزيرة العربية. فاتصال المسلمين بهذه المنطقة من العالم بدأ عند الهجرة الأولى للمسلمين فراراً من الاضطهاد الديني الذي مارسته قبيلة قريش، وذلك عندما حطوا رحالهم في ميناء زيلع الموجود بشمال غرب أرض الصومال الآن والذي كان تابعاً لمملكة أكسوم الحبشية في ذلك الوقت طلباً لحماية نجاشي الحبشة «أصحمة بن أبحر». أمن النجاشي المسلمين على أرواحهم وأعطاهم حرية البقاء في بلاده، فبقي منهم من بقي في شتى أنحاء القرن الإفريقي عاملاً على نشر الدين الإسلامي هناك.
كان لانتصار المسلمين على قبيلة قريش الحجازية في شبه الجزيرة العربية في القرن السابع الميلادي أكبر الأثر على التجار والبحارة الصوماليين؛ حيث اعتنق أقرانهم من العرب الدين الإسلامي؛ ودخل أغلبهم فيه، كما بقيت طرق التجارة الرئيسية بالبحرين الأحمر والمتوسط تحت سيادة الخلافة الإسلامية فيما بعد. وانتشر الإسلام بين الصوماليين عن طريق التجارة. كما أدى عدم استقرار الأوضاع السياسية وكثرة المؤامرات في الفترة التي تلت عهد الخلفاء الراشدين من تصارع على الحكم إلى نزوح أعدادٍ كبيرة من مسلمي شبه الجزيرة العربية إلى المدن الساحلية الصومالية؛ مما اعتبر واحداً من أهم العناصر التي أدت لنشر الدين الإسلامي في منطقة أرض الصومال.

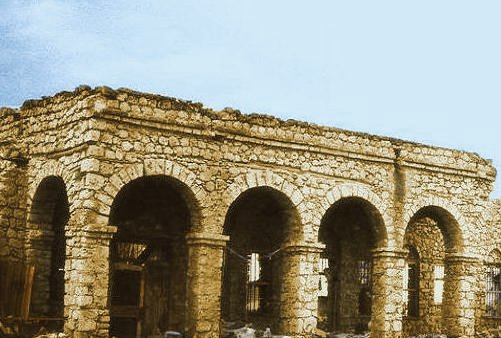
آثار سلطنة عدل في زيلع، أرض الصومال.

كانت بذور سلطنة عدل قد بدأت في إنبات جذورها؛ حيث لم تعدُ في تلك الأثناء كونها مجتمع تجاري صغير أنشأه التجار الصوماليون الذين دخلوا حديثا في الإسلام. وعلى مدار مئة عام أمتدت من سنة 1150م وحتى سنة 1250م لعبت الصومال دورا بالغ الأهمية في التاريخ الإسلامي؛ وفي وضع الدين الإسلامي عامة في هذه المنطقة من العالم. حيث أشار كلا من المؤرخين ياقوت الحموي وعلي بن موسى بن سعيد المغربي في كتاباتهما إلى أن الصوماليون في هذه الأثناء كانوا من أغنى الأمم الإسلامية في تلك الفترة، حيث أصبحت سلطنة عدل من أهم مراكز التجارة في ذلك الوقت، وكونت إمبراطورية شاسعة امتدت من رأس قصير عند مضيق باب المندب وحتى منطقة هاديا بإثيوبيا. وظل الوضع على هذا النحو حتى وقعت سلطنة عدل تحت حكم سلطنة إيفات الإسلامية الناشئة والتي بسطت ملكها على العديد من مناطق إثيوبيا والصومال. وأكملت سلطنة عدل، التي أصبحت مملكة عدل بعد وصول مد سلطنة إيفات إليها، أكملت نهضتها الاقتصادية والحضارية تحت مظلة سلطنة إيفات.
واتخذت سلطنة إيفات من مدينة زيلع عاصمة لها، ومنها انطلقت جيوش إيفات لغزو مملكة شيوا الحبشية المسيحية القديمة عام 1270م. وأدت هذه الواقعة إلى نشوب عداوة وصراع واسع النطاق لبسط السلطة والنفوذ، ووقعت معارك واسعة النطاق ذات أهداف توسعية حملت مشاعر كراهية بين البيت الملكي السليماني المسيحي وسلاطين سلطنة إيفات المسلمة؛ مما أدى لوقوع العديد من الحروب بين الجانبين؛ انتهت بهزيمة سلطنة إيفات ومقتل سلطانها آنذاك السلطان سعد الدين الثاني على يد الإمبراطور داوود الثاني إمبراطور الحبشة، وإثر ذلك جرى تدمير مدينة زيلع على يد جيوش الحبشة عام 1403م. وفي أعقاب هزيمتهم في الحرب، فر أفراد العائلة السلطانية إلى اليمن؛ حيث استضافهم حاكم اليمن في ذلك الوقت الأمير زفير صلاح الدين الثاني، حيث حاولوا جمع أشلاء جيوشهم ومناصريهم من أجل استرجاع أراضيهم لكن دون جدوى.

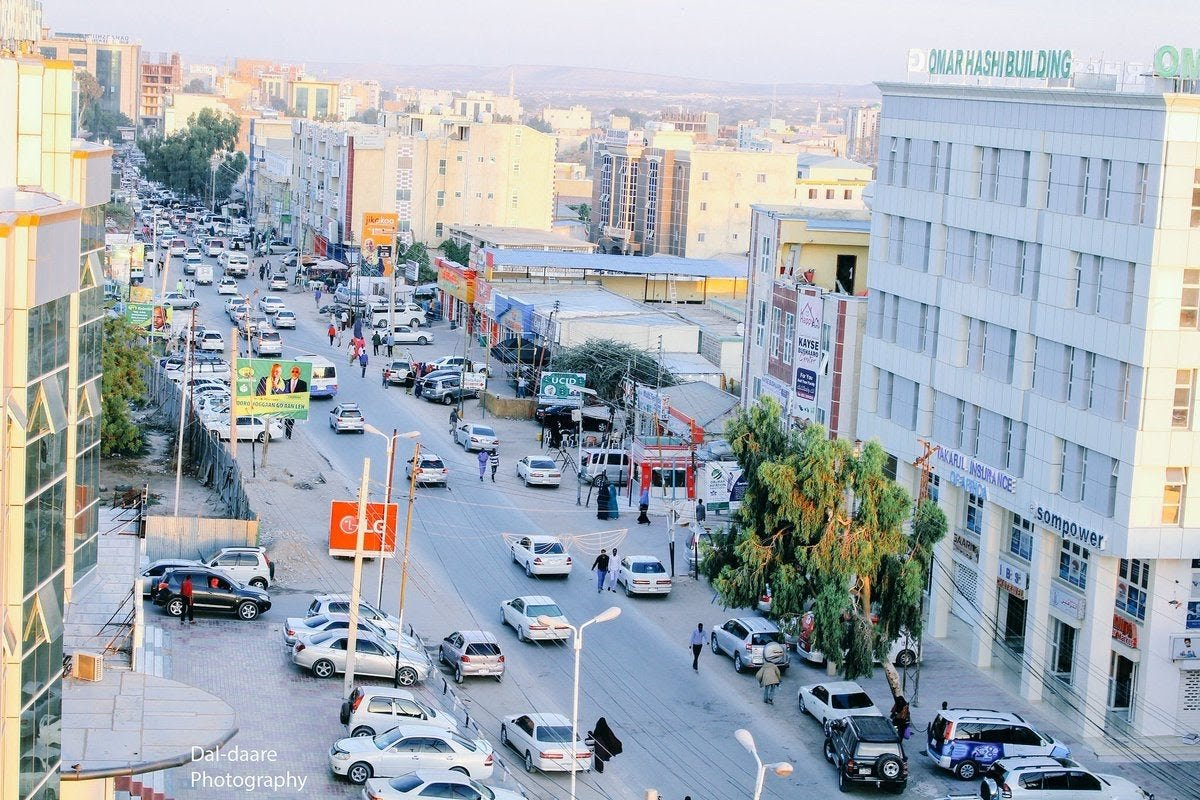
وسط هرجيسا عاصمة جمهورية صوماليلاند ، الطريق الرئيسي الذي يربط مناطق هارجيسيا

### الاستعمار البريطاني
في نهاية القرن التاسع عشر وبعد أن قامت الدول الاستعمارية الأوروبية بتجزئة أفريقيا إلى مستعمرات؛ انقسمت القومية الصومالية المتمركزة في القرن الأفريقي إلى خمسة أجزاء، هي:
1. صوماليلاند (شمال الصومال)، واستعمرتها بريطانيا..
2. الصومال (جنوب الصومال)، واستعمرتها إيطاليا..
3. جيبوتي (جمهورية جيبوتي حاليا)، واستعمرتها فرنسا..
4. مناطق هاود وضواحيها؛ التي قامت بريطانيا بإهدائها لدولة إثيوبيا.
5. مناطق الحدود الشمالية لدولة كينيا، حيث قامت بريطانيا بضمها إلى كينيا..

كان مؤتمر “برلين” 1884- 1885 م بداية للوجود الأجنبي الفعلي؛ ليس في القرن الإفريقي بل في سائر بقاع القارة الإفريقية، واستطاعت المملكة المتحدة أن تشمل أجزاء كبيرة من بلاد الصومال تحت حمايتها، تأمينًا للضفة الأخرى من خليج عدن، الذي كان معبرًا ازدادت أهميته الإستراتيجية عقب حفر قناة السويس.
وقد أخذت مقاومة أهل أرض الصومال أشكالا متعددة، منذ الاشتباك الأول للبريطانيين مع أهالي مدينة “بربرة”، وتوقيع المعاهدة الأولى، التي حددت نمطًا من المعاهدات والاتفاقيات، مرورًا بحركة (الدراويش) بقيادة “محمد بن عبد الله حسن”، وصولًا للمطالبة السياسية النامية بتسريع إجراءات نقل السلطة للوطنيين الصوماليين عقب الحرب العالمية الثانية.
كان البدء مع قدوم قوافل الاحتلال البريطاني لجمهورية أرض الصومال. وقد هاجمت قوات الاحتلال البريطاني سنة 1904 قوات الدراويش التابعة للزعيم الصومالي «سيد محمد بن عبد الله» الذي كان يلقبه البريطانيون بـ«الملا المجنون»، وأوقعت إصابات بالغة بين قواته. وقد استمر الملا في محاربة الاستعمار البريطاني للصومال حتى سنة 1920م؛ عندما لجأت بريطانيا إلى الطيران لقصف مواقع الثوار، ثم جاءت وفاة الملا لتضع حدا لثورته الإسلامية.
في حرب عالمية ثانية غزت الإيطالي لأرض الصومال البريطانية في حملة عسكرية في شرق إفريقيا وقعت في أغسطس 1940 بين القوات الإيطالية وقوات عدة دول بريطانية ودول الكومنولث. كانت الحملة الإيطالية جزءًا من حملة شرق إفريقيا.

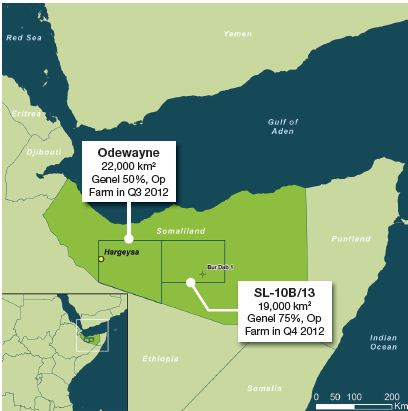
آفاق النفط في أرض الصومال في مناطق صوماليلاند مع تقديرات 5 مليارات برميل في المنطقة الواقعة شرق هرجيسا وجنوب بربرة

### الاستقلال والوحدة
وفي شهر يونيو/حزيران من عام 1960م كانت جمهورية أرض الصومال أول الأراضي الصومالية التي تنال استقلالها عن الاستعمار البريطاني، حيث تم رفع أول علم صومالي في مدينة هرجيسا عاصمة أرض الصومال في 26 يونيو/حزيران عام 1960م، وبعدها بخمسة أيام أي في 1 يوليو/ تموز 1960م حصل جنوب الصومال على استقلاله عن الاستعمار الإيطالي.
ومحاولة لتحقيق الحلم الذي كان يراود أبناء أرض الصومال لوحدة الأجزاء الخمسة للقومية الصومالية لتكوين الصومال الكبرى في القرن الأفريقي، قام صانعو القرار في جمهورية أرض الصومال بزيارة لإخوانهم في الجنوبي الصومالي لعرض فكرة وحدة الشطرين الشمالي والجنوبي للبلاد من أجل المواصلة لتحرير باقي أجزاء الأراضي الصومالية الكبرى وتحقيق الحلم الكبير. ورغم الشروط التعجيزية التي وضعها الإخوة في الجنوب لقبول الوحدة مثل أن تكون لأهل الجنوب الرئاسة ورئاسة الوزراء، ورئاسة مجلس النواب وكذلك الحقائب المهمة في مجلس الوزراء؛ إلا أن صانعو القرار في جمهورية أرض الصومال وافقوا على كل الشروط كما هي مردّدين مقولة شهيرة في تاريخ الصومال الحديث: ”نحن هنا من أجل الوحدة بدون قيد أو شرط”، وقاموا بتسليم السلطة للإخوة في صوماليا، وتنازلوا عن مناصبهم جميعا، وتم الإعلان عما كان يسمى بوحدة الشطري الجنوبي والشمالي للصومال في 1 يونيو/حزيران 1960م باسم جمهورية الصومال.
في بداية عام 1961م؛ أي بعد الاستقلال والوحدة بأقل من عام؛ زاد شعور شعب أرض الصومال بأن الإخوة في الجنوب ليسوا جادين فيما يتعلق بالصومال الكبرى، وأنهم ارتكبوا خطأ كبيرا عندما سلموا دولتهم لهم. واستقال جميع ممثلي أرض الصومال في مجلس النواب استقالة جماعية بعد أن اكتشفوا أن الحلم الذي كان يراودهم؛ والذي ضحوا بدولتهم وسيادتهم من أجله حلم عسير المخاض، وأن تأسيس دولة الصومال الكبرى لن يتحقق ما لم يكن هدفا لكل القومية الصومالية. وفي نفس الفترة حاول عدد من ضباط الجيش المنتمين لإقليم أرض الصومال القيام بمحاولة انقلاب فاشلة كان هدفها إعادة سيادتهم.

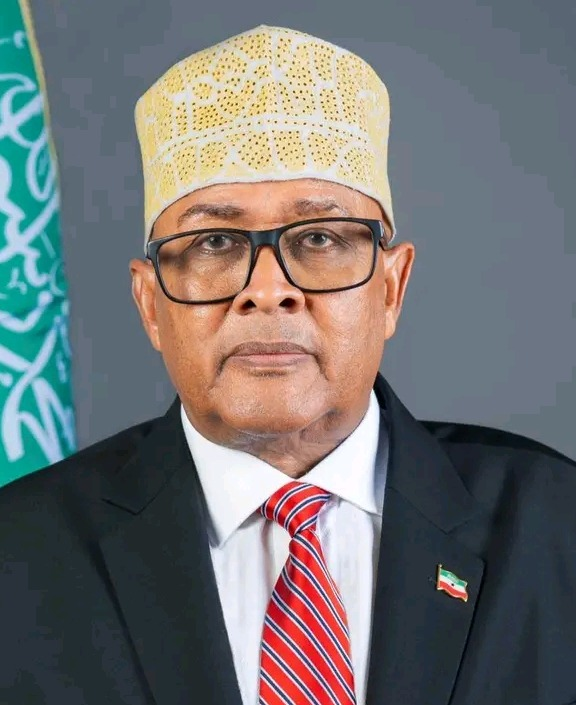
.

استمر الوضع على ما كان عليه إلى أن قام الجيش بانقلاب الحكومة المدنية في عام 1969م بقيادة عميد الجيش محمد سياد بري، وهو من أبناء الجنوب. وتوقع أهالي أرض الصومال أن يكون هذا التغيير استهلالة لتصحيح الوضع، وأن يكون الجيش نصرة لحقوقهم المسلوبة. ألا أن مرور الأيام والسنوات لم يصحبه تغير في الأوضاع المختلفة، وبخاصة المشاريع التنموية التي كان 90% منها يذهب للشطر الجنوبي.
في السبعينات من القرن العشرين كان الجيش الصومالي يعتبر أقوى الجيوش الأفريقية (الثالث من حيث العدد والعدّة) بعد مصر ونيجيريا. وفي عام 1977م شنَّ الجيش الصومالي حربا على إثيوبيا، وحقق انتصارا كبيرا سيطر؛ حيث خلال فترة وجيزة على كل أجزاء القوميات الصومالية التي احتلتها إثيوبيا؛ إلى أن تدخلت القوى الدولية الكبرى حينها (الاتحاد السوفيتي وبمباركة أمريكية)، وطردت الجيوش الصومالية إلى الحدود المعترفة بها دوليا، ومن هنا بدأ انهيار دولة الصومال.
هنا بدأ واضحا أن فكرة الصومال الكبرى باءت بالفشل، وأن هذا الحلم الكبير لن يتحقق ما لم يكن هدفا قوميا تكافح من أجله كل القوميات الصومالية. وفي نفس الفترة حصلت جيبوتي على استقلالها عن الاستعمار الفرنسي باسم جمهورية جيبوتي، وقرر أهلها عدم الانضمام إلى الدولة الصومالية؛ متأثرين في قرارهم بما حصل لجيرانهم أرض الصومال الذين خسروا سيادتهم من أجل هدف يواجه هذا القدر من الصعوبات.
لهذه العوامل، قرر أهالي أرض الصومال المطالبة بحقوهم السيادية، وفتحوا باب المفاوضات مع الجنوبيين الذين كانو يسيطرون على الحكم بواسطة المؤسسة العسكرية التي يرأسها الرئيس محمد سياد بري الذي أصبح فيما بعد واحدا من أكبر دكتاتوريي القارة السمراء. فالحكومات التي تناوبت على الحكم (المدنية منها والعسكرية) لم يولوا إقليم أرض الصومال العناية اللازمة من احتياجاته من المشاريع التنموية التي تمت في البلاد عقب الاستقلال؛ حيث لم تحصل أرض الصومال سوى على 5% فقط من المشاريع التنموية خلال هذه الفترة التي كانت قد بلغت 20 عاما. وكانت هذه النسبة متمثلة في مصنع الأسمنت في بربرة، والذي اشتغل بطاقة إنتاجية محدودة، بالإضافة إلى عدد قليل من الطرق بين المدن الرئيسية.

### الحركة الوطنية الصومالية واضطهاد سياد بري

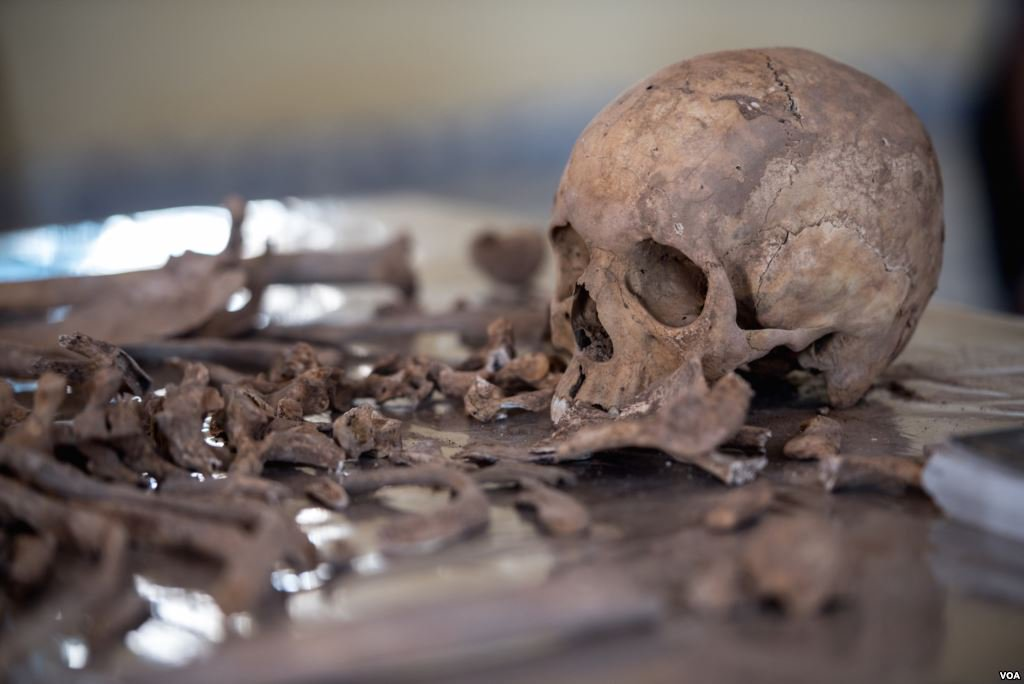
بقايا الهياكل العظمية المستخرجة من ضحايا الإبادة الجماعية لقبيلة إسحاق وجدت في مقبرة جماعية تقع في بربرة.

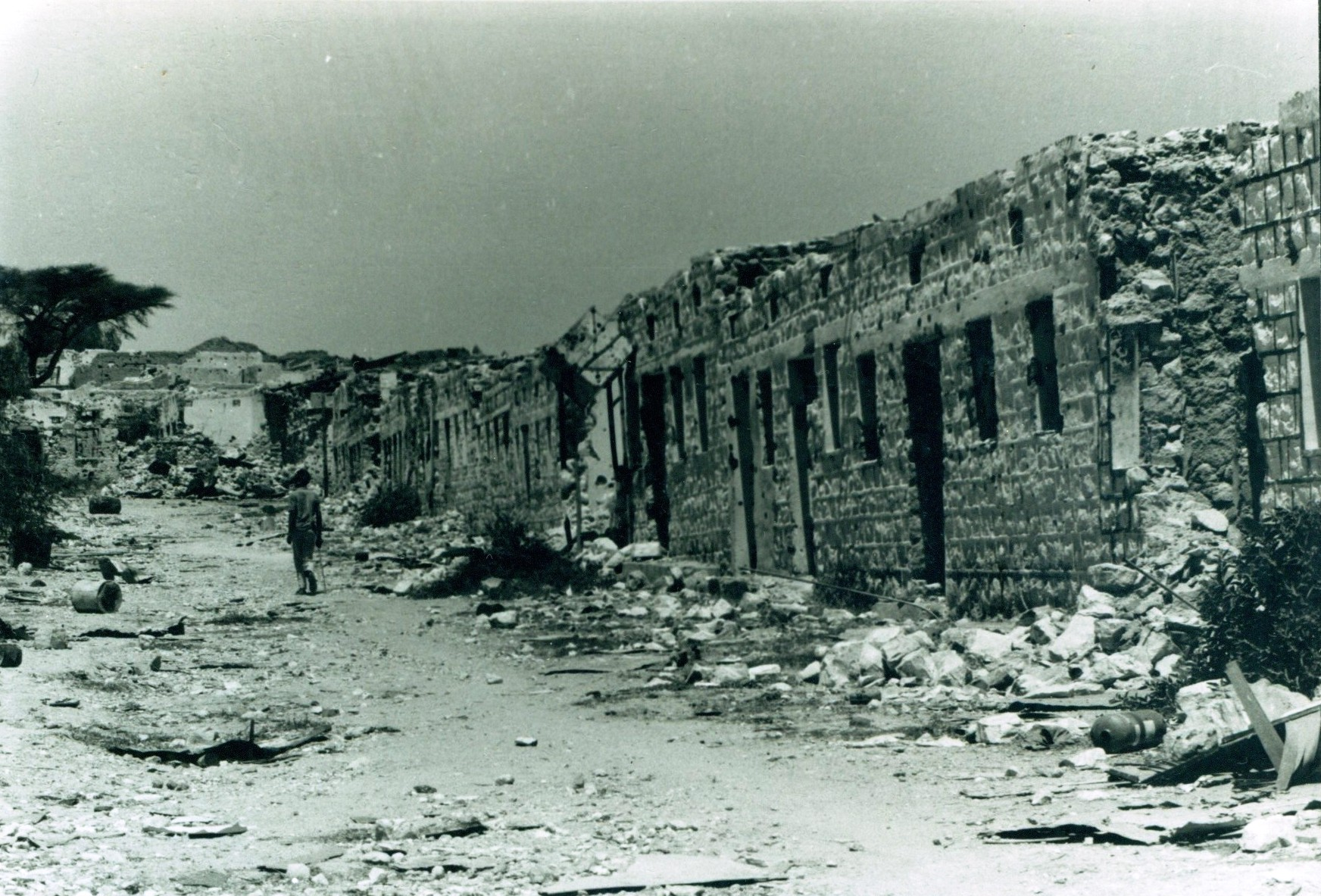
دمرت الحكومة الصومالية ما يصل إلى 90% من هرجيسا (ثاني أكبر مدينة في جمهورية الصومال)..

تآكلت السلطة الأخلاقية لحكومة بري تدريجياً، حيث أصيب العديد من الصوماليين بخيبة أمل من الحياة تحت الحكم العسكري. بحلول منتصف الثمانينيات، انتشرت حركات المقاومة المدعومة من قبل الإدارة الشيوعية الإثيوبية في جميع أنحاء البلاد. ورَدّ بري بإصدار أوامر بتدابير عقابية ضد من اعتبرهم يدعمون الميليشيات محليًا، خاصة في المناطق الشمالية. تضمنت حملة القمع قصف المدن، مع مركز إداري شمال غرب هرجيسا، أحد معاقل الحركة الوطنية الصومالية، من بين المناطق المستهدفة في عام 1988. قاد القصف اللواء محمد سعيد حرسي مورغان، صهر بري.
وفقًا لأبو جنك وعلماء آخرين، اتسم حكم نظام بري باضطهاد وحشي مستهدف لعشيرة إسحق. أكد محمد حاجي إنجيريس وكريس مولين ذكروا أن الحملة التي شنها نظام بري ضد الحركة الوطنية الصومالية ومقرها هرجيسا استهدفت عشيرة إسحاق، والتي كان معظم أفرادها تنتمي الحركة الوطنية الصومالية. يشيرون إلى حملة القمع على أنها إبادة جماعية في إسحاق أو محرقة هرجيسا. خلص تحقيق للأمم المتحدة إلى أن جريمة الإبادة الجماعية «تم تصورها وتخطيطها وارتكابها من قبل الحكومة الصومالية بحق أهالي إسحق»، ويقدر عدد الضحايا المدنيين بما يتراوح بين 50.000 و 100.000 بحسب مصادر مختلفة، فيما تقدر بعض التقارير عدد الضحايا المدنيين. أن يصل مجموع القتلى المدنيين إلى ما يزيد عن 200.000 مدني من إسحاق. إلى جانب القتلى، قصف نظام بري ودمّر ثاني وثالث أكبر مدن الصومال، هرجيسا وبوراو على التوالي. أدى ذلك إلى نزوح ما يقدر بنحو 400000 من السكان المحليين إلى هارتشيخ في إثيوبيا؛ كما نزح داخليا 400 ألف شخص آخر. استهدفت عملية مكافحة التمرد من قبل نظام بري ضد الحركة الوطنية الصومالية قاعدة الدعم المدنية للجماعة المتمردة، وتصاعدت إلى هجوم إبادة جماعي ضد عشيرة إسحق. أدى ذلك إلى فوضى وحملات عنيفة من قبل الميليشيات المجزأة، والتي انتزعت السلطة بعد ذلك على المستوى المحلي. لم يقتصر اضطهاد نظام بري على إسحاق، حيث استهدف عشائر أخرى مثل الهوية. انهار نظام بري في كانون الثاني / يناير 1991. وبعد ذلك، ومع استقرار الوضع السياسي في أرض الصومال، عاد النازحون إلى ديارهم، وتم تسريح الميليشيات أو دمجها في الجيش، وأعيد بناء عشرات الآلاف من المنازل والشركات من تحت الأنقاض.

### الانفصال

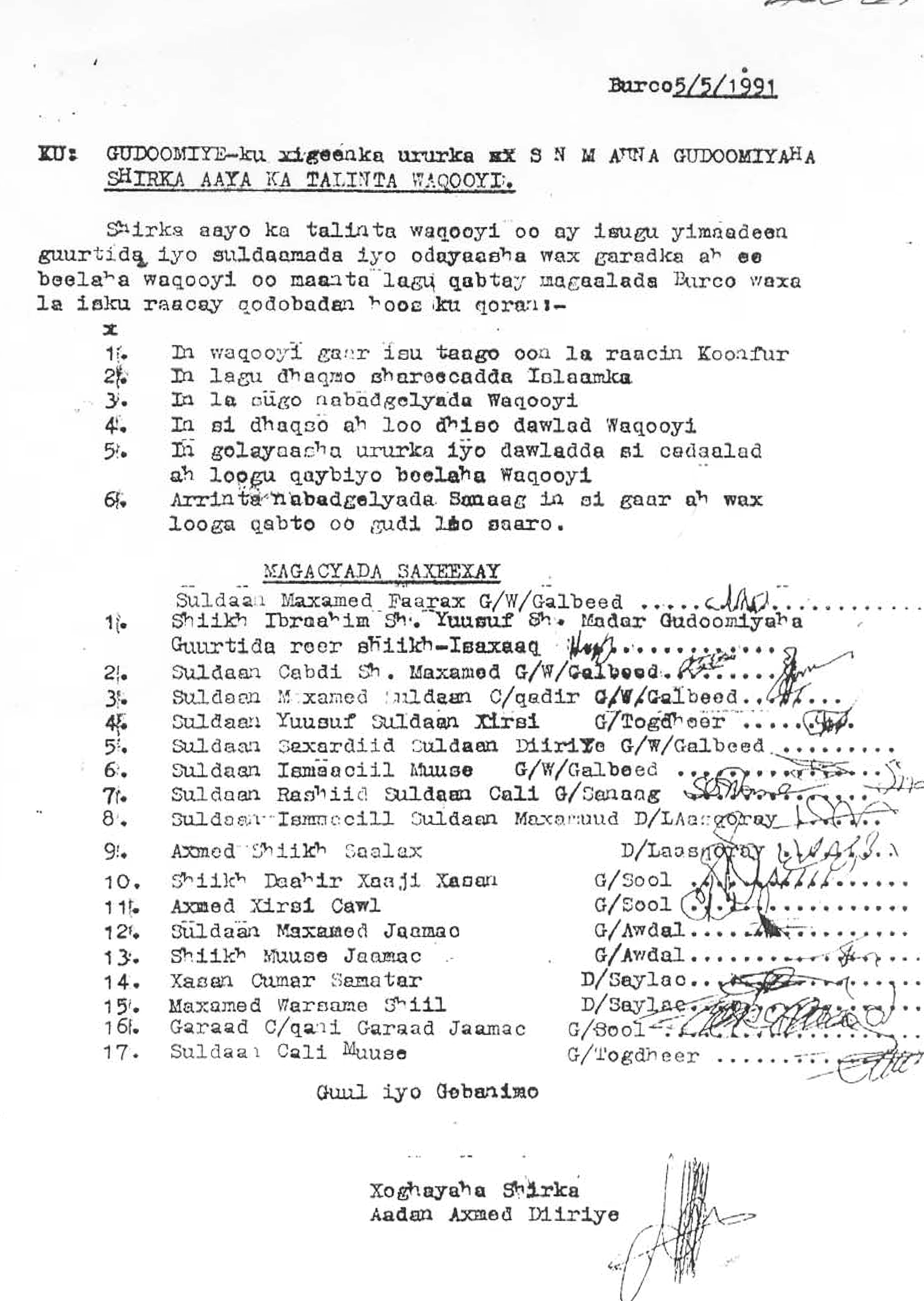
5 مايو قرار مؤتمر برعوالصومال البريطاني السابقة وتشكيلها حكومة للدولة المعلنة من جانب واحد.

بعد أن تمكنت الحركة من تحرير أراضيها قامت بتنظيم موْتمر في مدينة برعو، وهو المؤتمر الدي عرف باسم “مؤتمر برعو للمصالحة وتقرير المصير”؛ وذلك بمشاركة قيادات الحركة التحريرية، وزعماء وشيوخ القبائل، والسياسيين، ورجال الفكر، وممثلون من كافة شرائح المجتمع. وتم خلال هذا المؤتمر مناقشة كل وجهات النظر الحاضرة في الموْتمر بصدد مستقبل الإقليم، وانتهى الاجتماع باتفاق الجميع على الإعلان عن استعادة الاستقلال وقيام جمهورية أرض الصومال في 18 مايو 1991م على حدودها المعترف بها عام  1960م، كما كتبت مسودة الدستور المؤقت للبلاد الذي كان من أهم بنوده عودة سيادة أرض الصومال، وترك الحكم لحركة تحرير أرض الصومال لفترة مدتها سنتين؛ يتم خلالها وضع الدستور، واستكمال عملية المصالحة لتشمل البلاد عموما. وتم انتخاب رئيس الحركة حينها السفير عبد الرحمن أحمد علي ليكون أول رئيس لجمهورية أرض الصومال، وانتخب حسن عيسى جامع نائبا له للفترة الانتقالية.
ورغم وجود بعض العقبات في الفترة الانتقالية، إلا أنها مرت بنجاح، وقامت الحركة بتسليم السلطة لمجلس الشيوخ وهو مجلس مكون من زعماء القبائل الذين يملكون صلاحيات واسعة وهيبة كبيرة داخل المجتمع، وكان ذلك في مؤتمر بورما في عام 1993م. وخلال هذا المؤتمر الذي حظي بحضور كبير من أصحاب الشأن، صدر البيان الختامي الذي أكد فيه قيادات التكوينات الاجتماعية والسياسية التمسك بسيادة جمهورية أرض الصومال على حدودها المعترف بها دوليا قبل عام 1960م. وتم في هذا الموْتمر انتخاب السياسي المخضرم محمد حاجي إبراهيم عقال رئيسا والعميد عبد الرحمن شيخ علي نائبا للرئيس، كما تمت تسمية أعضاء مجلسي النواب والشيوخ وعددهم 164 عضوا؛ نصفهم يمثل مجلس الشيوخ والنصف الآخر يمثل مجلس النواب. وكان أهم الأعمال الموكلة للحكومة الجديدة إنجاز المسودة النهائية للدستور الرسمي للبلاد وعرضه على الشعب للاستفتاء، واستكمال عملية نزع السلاح من الميليشيات القبلية، وتأسيس مؤسسات أمنية وعسكرية لفرض النظام وحماية البلاد.
وفي عام 1997م، تم انتخاب الرئيس محمد حاجي إبراهيم عقال رئيسا لفترة ثانية لكي يستمر في استكمال أعمال بناء الدولة التي بدأها، وانتخب طاهر ريالي كاهن نائبا له لفترة 4 سنوات.

### الاستفتاء الدستوري في صوماليلاند

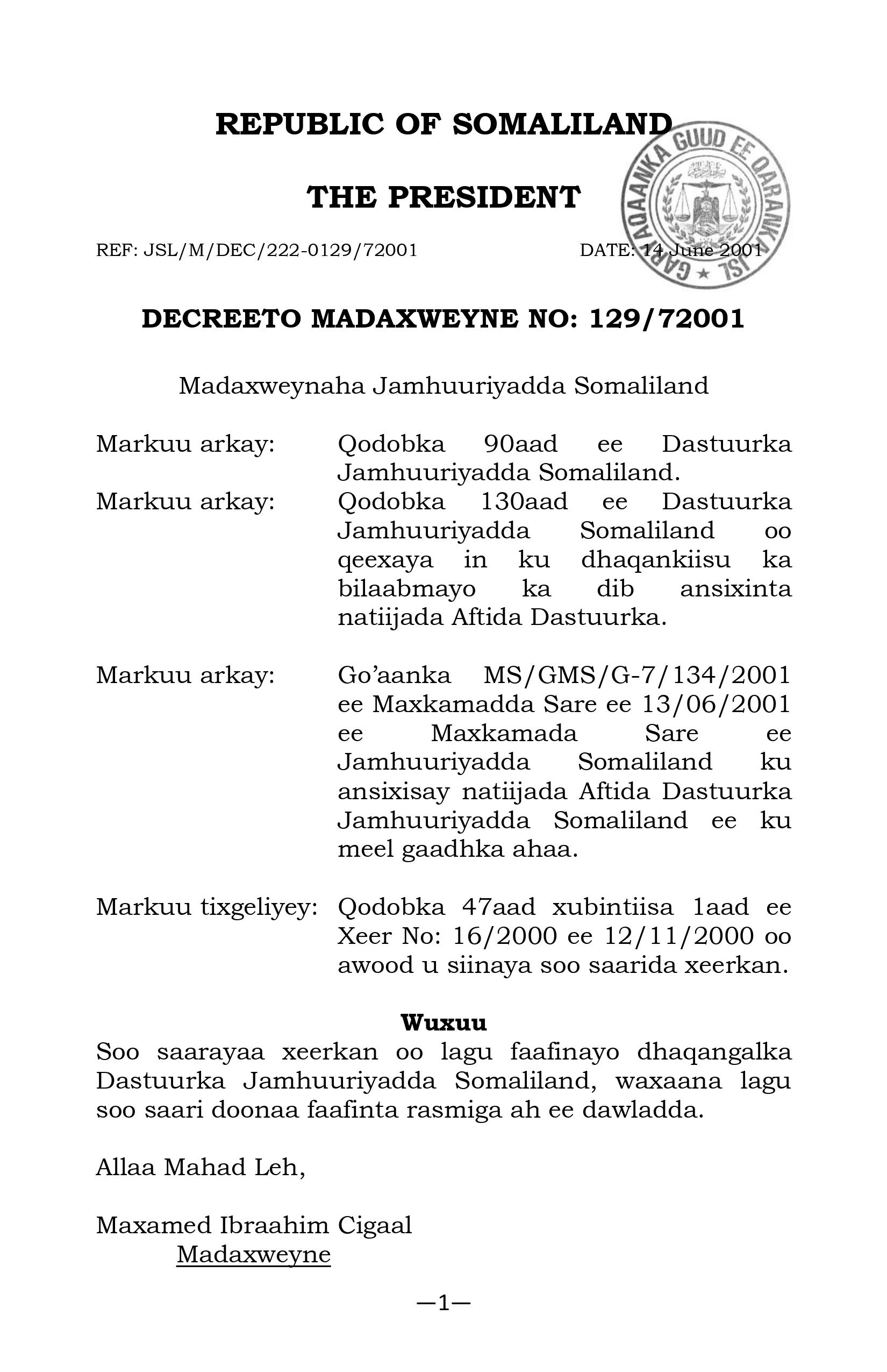
مرسوم رئاسي بالمصادقة على دستور أرض الصومال من قبل محمد حاج إبراهيم عقال.

في أغسطس 2000، وزعت حكومة الرئيس إيغال آلاف النسخ من الدستور المقترح في جميع أنحاء أرض الصومال لينظر فيها ويراجعها الشعب. أحد البنود الحاسمة في المواد الفردية البالغ عددها 130 مادة من الدستور تصادق على استقلال أرض الصومال المعلن ذاتيًا والانفصال النهائي عن الصومال، واستعادة استقلال الأمة لأول مرة منذ عام 1960. في أواخر مارس 2001، حدد الرئيس إيغال موعدًا للاستفتاء على دستور 31 مايو 2001.
تم إجراء استفتاء دستوري في أرض الصومال في 31 مايو 2001. وأجري الاستفتاء على مشروع دستور أكد استقلال أرض الصومال عن الصومال. شارك 99.9% من الناخبين المؤهلين في الاستفتاء وصوت 97.1% منهم لصالح الدستور.

## بناء الدولة
واستمرت عملية بناء الدولة، وقام نظام تعددية حزبية تنافس فيه الأحزاب السياسية المختلفة على الحكم في انتخابات عامة. ونجحت ثلاثة أحزاب في اجتياز شروط الأحزاب الوطنية التي نص عليها الدستور، وهم (حزب اتحاد الأمة – أدوب) برئاسة الرئيس محمد حاجي إبراهيم عقال، و (حزب التضامن للتنمية – كولميي) برئاسة أحمد محمد سيلانيو، و (وحزب العدالة – أعيد) برئاسة السياسي الجديد في الساحة السياسية فيصل علي حسين.
وفي عام 2002م توفي الرئيس محمد حاجي إبراهيم عقال أثناء رحلة علاج في جنوب أفريقيا. ورغم مرارة الخبر المتمثل معنويا في وفاة رجل اعتبره شعب أرض الصومال الموْسس والأب الروحي للبلد؛ إلا أن ذلك لم يعرقل مسيرة تكريس الديمقراطية في البلد الوليد. وعقب فترة قصيرة، أعلن مجلس الشيوخ برئاسة الشيخ إبراهيم شيخ مطر انتخاب نائبه طاهر ريالي كاهن؛ رئيسا للبلاد لتكملة الفترة الانتقالية، واختير عضو مجلس النواب آنذاك أحمد يوسف ياسين نائبا للرئيس في انتقال سلس ودستوري للسلطة.
في عام 2003م، أجريت أول انتخابات رئاسية في أرض الصومال، تنافس فيها رؤوساء الأحزاب الثلاثة، وأسفرت عن فوز حزب اتحاد الأمة –أدوب – بقيادة الرئيس طاهر ريالي كاهن ونائبه أحمد يوسف ياسين بفارق بسيط لا يتعدى الثمانون صوتا عن السياسي البارز أحمد محمد سيلانيو. ورغم هذا الفارق البسيط في النتيجة إلا أن جميع الأحزاب رحبت بالنتيجة المعلنة من لجنة الانتخابات.
بعد ذلك بسنتين أي في عام 2005م، حان موعد انتخاب مجلس النواب المكوّن من 82 مقعدا، والتي تنافس فيها 246 مرشحا عن الأحزاب الثلاثة. وانتهت هذه الانتخابات بفوز حزبي المعارضة بثلثي الأصوات بينما حصل الحزب الحاكم على ثلث أصوات الناخبين؛ مما أعطى أحزاب المعارضة الحق في رئاسة مجلس النواب، وانتخب عبد الرحمن عيرو من حزب العدالة رئيسا لمجلس النواب والأستاذ عبد العزيز سمالي من حزب التضامن نائبا له.
واستمرت مسيرة التقدم في البلاد رغم كل المعوقات الاقتصادية التي واجهتها في هذه الفترة، وكان أهمها مقاطعة دول الخليج للمواشي القادمة من القرن الأفريقي، والظروف الأخرى المحيطة من حروب تدور في جنوب الصومال وقراصنة البحار. ومع كل ذلك، تمكنت أرض الصومال من أن تحافظ علي أمنها واستقرارها، وأن تكمل مسيرة بناء دولة عصرية تعتمد على المؤسسات المنتخبة ديمقراطيا من قبل شعبها.
وفي شهر يونيو/حزيران من عام 2010م؛ أجريت ثاني انتخابات رئاسية للبلادن تنافس فيها الأحزاب الثلاثة، وتمكن السياسي أحمد محمد محمود سيلانيو ونائبه عبد الرحمن زيلعي من الفوز برئاسة البلاد لفترة خمسة سنوات، وتم تنصيبه رئيسا للبلاد في يوليو/ تموز من نفس العام. ولأول مرة حضر حفل تنصيب الرئيس وفود رفيعة المستوى تمثل دور الجوار، بالإضافة إلى ممثلين عن الاتحاد الأوروبي والولايات المتحدة ودول أفريقية عديدة.

## الأعياد والعطلات الرسمية
| التاريخ                       | المناسبة            | الوصف                                     |
| عطل ثابتة التواريخ            |                     |                                           |
| 1 يناير                       | رأس السنة الميلادية | أول أيام السنة حسب التقويم الميلادي       |
| 1 مايو                        | عيد العمال          | يوم التضامن مع العمال                     |
| 26 يونيو                      | عيد الاستقلال       | يوم استقلال البلاد عن الاستعمار البريطاني |
| 18 مايو                       | عيد الاستقلال       | يوم إعلان استقلال صوماليلاند عن الصومال   |
| أعياد دينية بتواريخ غير ثابتة |                     |                                           |
| 1 محرم (تقويم هجري)           | رأس السنة الهجرية   | أول أيام السنة حسب التقويم الهجري         |
| 10 محرم (تقويم هجري)          | ذكرى عاشوراء        | يوم استشهاد الإمام الحسين                 |
| 12 ربيع الأول (تقويم هجري)    | المولد النبوي       | مولد النبي محمد                           |
| 1 و 2 شوال (تقويم هجري)       | عيد الفطر           | عيد الفطر يلي شهر رمضان                   |
| 10 و 11 ذو الحجة (تقويم هجري) | عيد الأضحى          | عيد الأضحى                                |

## الثقافة

خريطة قبائل أرض الصومال.

يبلغ عدد سكان صوماليلاند حوالي 3.5 مليون نسمة. ، أكبر عائلة عشيرة في أرض الصومال هي إسحاق، وتشكل 80% من إجمالي السكان.
```
سكان خمس مدن رئيسية في أرض الصومال - 
هرجيسا
، 
بوراو
، 
بربرة
 
وايرجافو
 
وغابيلي
 - في الغالب من إسحاق.
[
26
]
```

من إسحاق. من بين عشائر الأقلية، تأتي غادابورسي من قبيلة دير في المرتبة الثانية من حيث عدد السكان، وثالثًا هارتي من قبيلة دارود.
تجمعات قبيلة من الشعب الصومالي وحدة اجتماعية مهمة ولها دور مركزي في الثقافة والسياسة الصومالية. العشائر هي قرابة وغالبًا ما تنقسم إلى عشائر فرعية، أحيانًا مع العديد من الأقسام الفرعية.
المجتمع الصومالي تقليديًا عرقيًا زواج الأقارب. لتوسيع روابط التحالف، غالبًا ما يكون الزواج من عرق الصوماليين من عشيرة مختلفة. وهكذا، على سبيل المثال، لاحظت دراسة حديثة أنه في 89 حالة زواج عقدها رجال من قبيلة دولباهنتي، كان 55 (62٪) من نساء من عشائر دولباهنتي الفرعية غير تلك الخاصة بأزواجهن. 30 (33.7٪) من النساء من العشائر المحيطة من عائلات عشائرية أخرى (إسحاق، 28 ؛ هوية، 3)؛ و3 (4.3٪) كانوا من نساء عشائر أخرى من عائلة دارود قبيلة (ماجرتين 2، أوجادين 1).

### المطبخ
يعتبر من اللباقة أن يترك المرء القليل من الطعام في طبقه بعد الانتهاء من تناول وجبة في منزل آخر. هذا يخبر المضيف أنه قد تم إعطاء ما يكفي من الطعام إذا كان على المرء أن ينظف طبقه فهذا يشير إلى أنه ما زال جائعا. لا يأخذ معظم الصوماليين هذه القاعدة على محمل الجد، لكن من المؤكد أنه ليس من غير المهذب ترك بعض قطع الطعام في الطبق. يشتمل الإفطار الصومالي عادةً على خبز مسطح يسمى لحوح، بالإضافة إلى كبد وخبز محمص وهاراكو وحبوب وعصيدة مصنوع من دخن أو نشا الذرة. يمكن أن يكون الغداء مزيجًا من الأرز أو المعكرونة مع اللحم والصلصة.
يُستهلك أيضًا خلال وقت الغداء حساء تقليدي يُشار إليه باسم «مرق»، وهو أيضًا جزء من مطبخ اليمن. يُصنع المرق من الخضار واللحوم والفول وعادة ما يؤكل مع الخبز المسطح أو الخبز. في وقت لاحق من اليوم، يتم تقديم وجبة خفيفة تشمل فول، فول مدمس، مافو (فطائر مصنوعة من الشوفان أو الذرة)، أو سلطة مع المزيد من اللاحوه / لحوح.

### الفنون

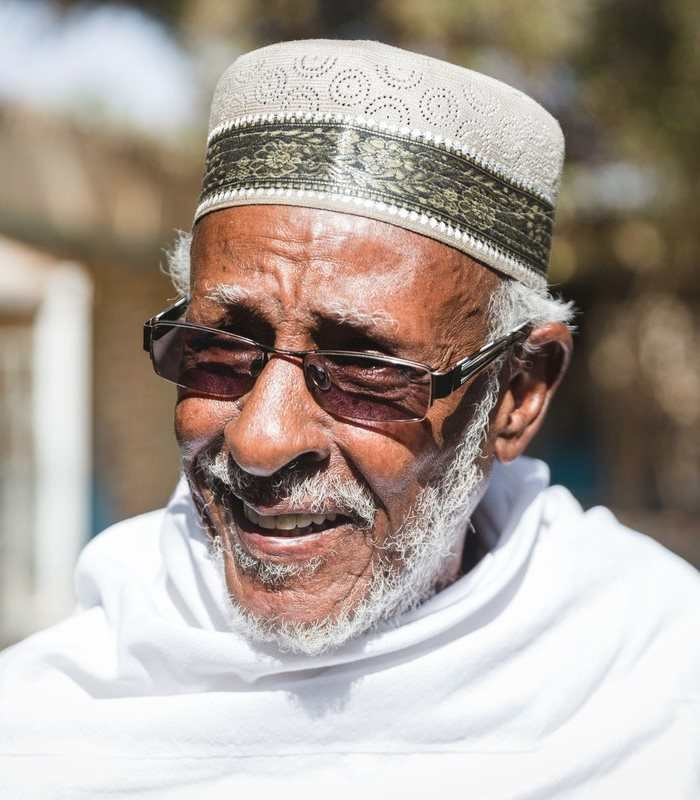
الحضراوي، شاعر ومؤلف أغاني.

وُصف الإسلام والشعر بأنهما الركيزتان التوأمين للثقافة الصومالية. الشعر الصومالي شفهي بشكل رئيسي، مع شعراء وشعراء. يستخدمون الأشياء الشائعة في اللغة الصومالية كاستعارات. جميع الصوماليين تقريبًا هم مسلمون سنّة والإسلام مهم بشكل حيوي للإحساس الصومالي بـ الهوية الوطنية. لا ينتمي معظم الصوماليين إلى مسجد أو طائفة معينة ويمكنهم الصلاة في أي مسجد يجدونها.
تأتي الاحتفالات في شكل احتفالات دينية. اثنان من أهمها عيد الأضحى وعيد الفطر، والذي يصادف نهاية شهر الصيام. ترتدي العائلات ملابسها لزيارة بعضها البعض، ويتم التبرع بالمال للفقراء. تشمل العطلات الأخرى 26 يونيو و 18 مايو، والتي تحتفل باستقلال أرض الصومال البريطانية وتأسيس منطقة أرض الصومال، على التوالي ؛ ومع ذلك، لم يتم التعرف على الأخير من قبل المجتمع الدولي.

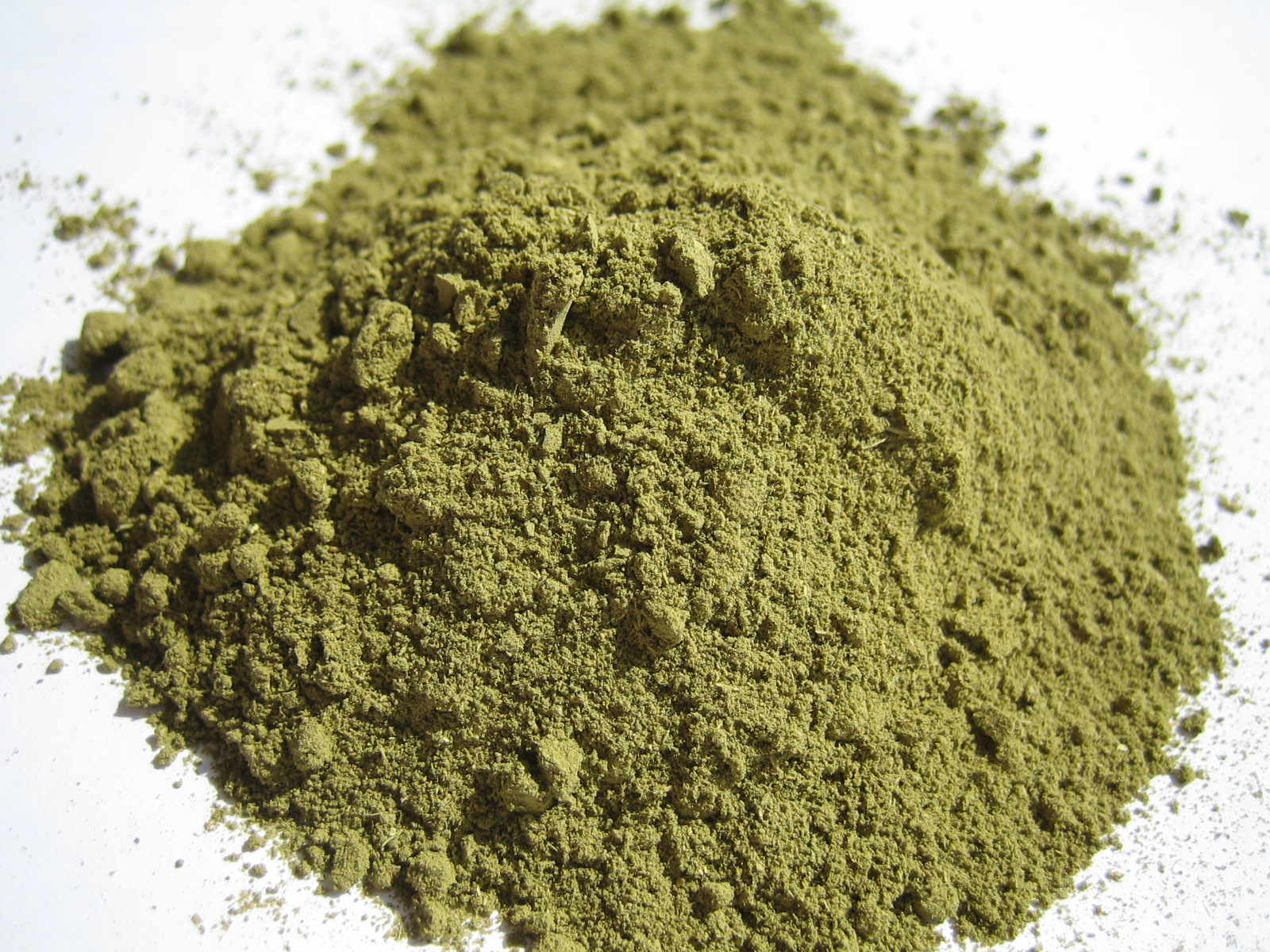
الحناء يتم خلط المسحوق بالماء ثم يوضع على الشعر.

في ثقافة البدو، حيث يتم نقل ممتلكات المرء بشكل متكرر، ليس هناك سبب وجيه لتطور الفنون التشكيلية بدرجة عالية. يقوم الصوماليون بتزيين وتزيين أباريق الحليب المصنوعة من الخشب والمنسوج ("haamo"؛ تصنع معظم الأباريق المزخرفة في ايرجافو) بالإضافة إلى مساند الرأس الخشبية. الرقص التقليدي مهم أيضًا، على الرغم من أنه شكل من أشكال الخطوبة بين الشباب. إحدى هذه الرقصات المعروفة باسم "Ciyaar Soomaali" هي الرقصات المحلية المفضلة.
شكل مهم من الفن في الثقافة الصومالية هو فن الحناء. تعود عادة تطبيق الحناء إلى العصور القديمة. خلال المناسبات الخاصة، من المتوقع أن تكون يدي وقدمي المرأة الصومالية مغطاة بزخرفة المندي. عادة ما تقوم الفتيات والنساء بوضع أو تزيين أيديهن وأقدامهن بالحناء في الاحتفالات مثل العيد أو حفلات الزفاف. تختلف تصاميم الحناء من بسيط جدًا إلى شديد التعقيد. تتنوع التصاميم الصومالية، بعضها أكثر حداثة وبساطة بينما البعض الآخر تقليدي ومعقد. تقليديا، تطبقه النساء فقط على أنه فن الجسد، لأنه يعتبر عادة أنثوية. لا يتم تطبيق الحناء على اليدين والقدمين فقط، ولكنها تستخدم أيضًا صبغة. الرجال والنساء الصوماليون على حد سواء يستخدمون الحناء كصبغة لتغيير لون الشعر. النساء أحرار في وضع الحنة على شعرهن لأنهن في معظم الأوقات يرتدين الحجاب.

## التقسيم الجغرافي والمناخ

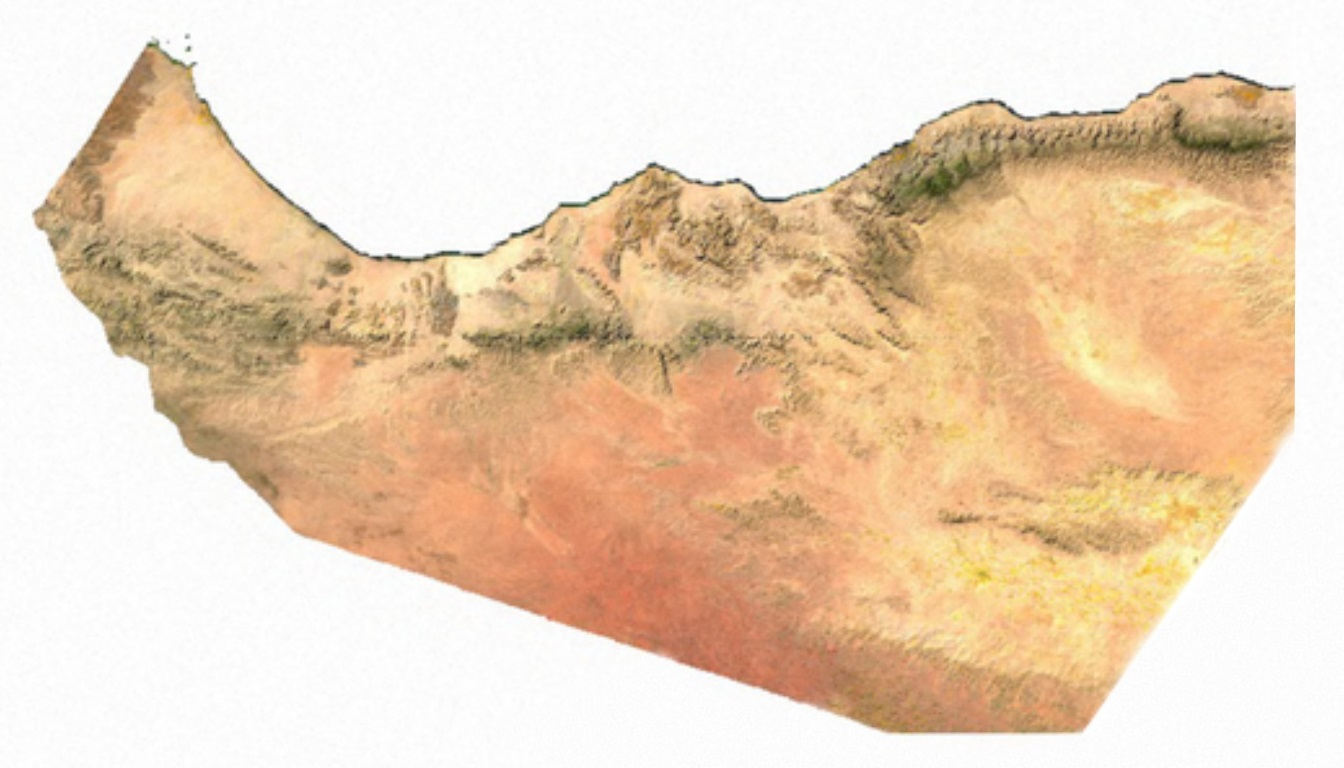
صورة القمر الصناعي لأرض الصومال.

تقع جمهورية أرض الصومال في منطقة القرن الأفريقي، يحدها جيبوتي من الغرب، وإثيوبيا من الجنوب، ومنطقة بونتلاند الصومالية من الشرق. وتملك أرض الصومال ساحلاً طويلاً على خليج عدن يمتد بطول 740 كم (460 ميلا). وتبلغ مساحة أرض الصومال نحو 137600 كم2 (53100 ميلا مربعا). وهناك سلسلة جبال ترتفع إلى سبعة آلاف قدم في وسط وشرق البلاد. 
وتقع أرض الصومال شمال خط الاستواء، والشمس تمر فوقها عمودياً مرتين في السنة، في 22 مارس و 23 سبتمبر، وهو ما يجعل مناخها استوائيا يمثل خليطا من الظروف الرطبة والجافة.
الجزء الشمالي من المنطقة جبلي، ومرتفع وبصورة عامة. ويتراوح الارتفاع ما بين 900 و 2100 مترا (2953 - 6890 قدما) فوق مستوى سطح البحر. وتعد مناطق أودل وساحل ومورودي جيح من المناطق الجبلية الخصبة، بينما توغدير تعتبر منطقة شبه صحراوية تتضمن بعض المناطق الخصبة. وتمتاز المنطقة البحرية لإقليم أودل بالشعاب المرجانية وأشجار المانغروف. تعتبر المنطقة - بشكل عام - شبه قاحلة، مع متوسط درجات حرارة يومية تتراوح ما بين 25C إلى 35C, بينما الرطوبة في البلاد تبلغ إلى 63% في موسم الجفاف وتقفز إلى 82% في موسم الأمطار. 

المناظر الطبيعية في أرض الصومال
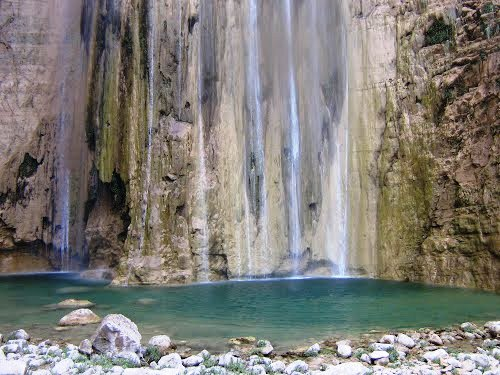
لَمَدايَ هي شلالات تقع في جبل عَلَمْدُو.
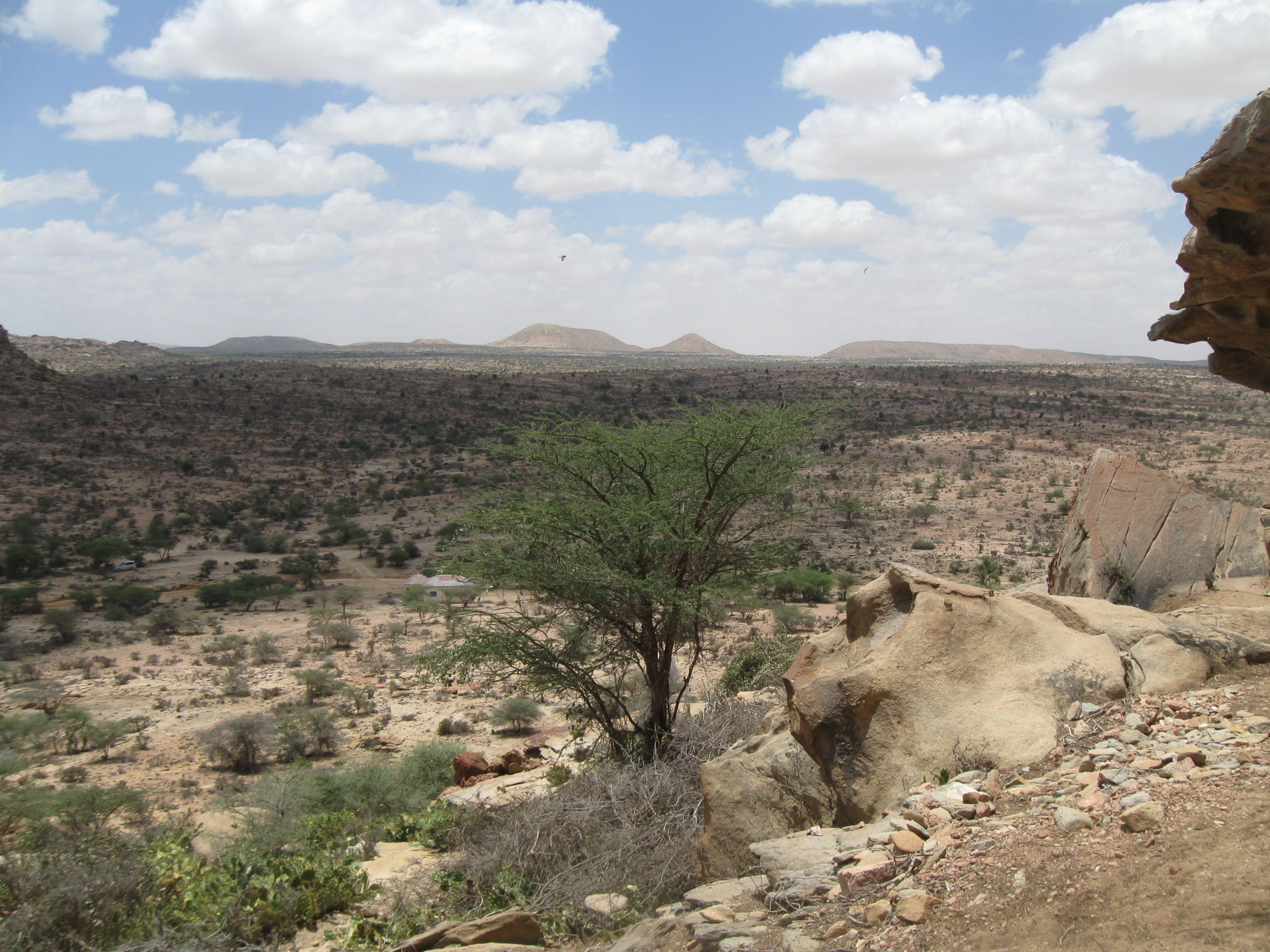
ريف صوماليلاند.
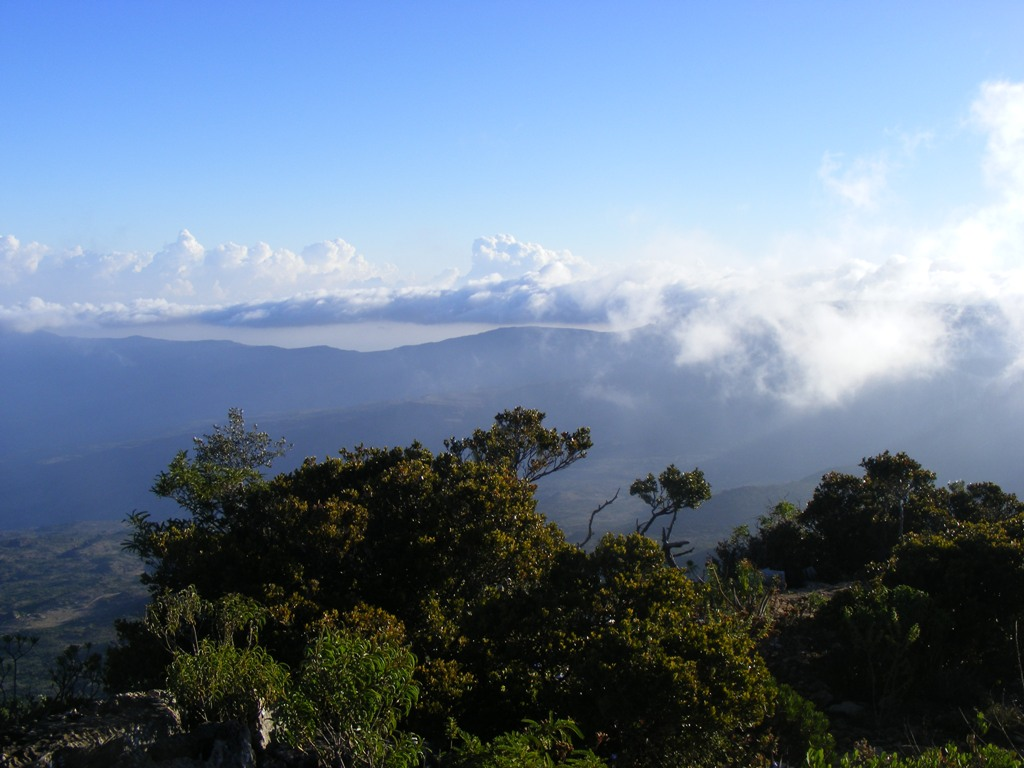
منظر لجبال عَلَمْدُو، موطن العديد من الأنواع المتوطنة.
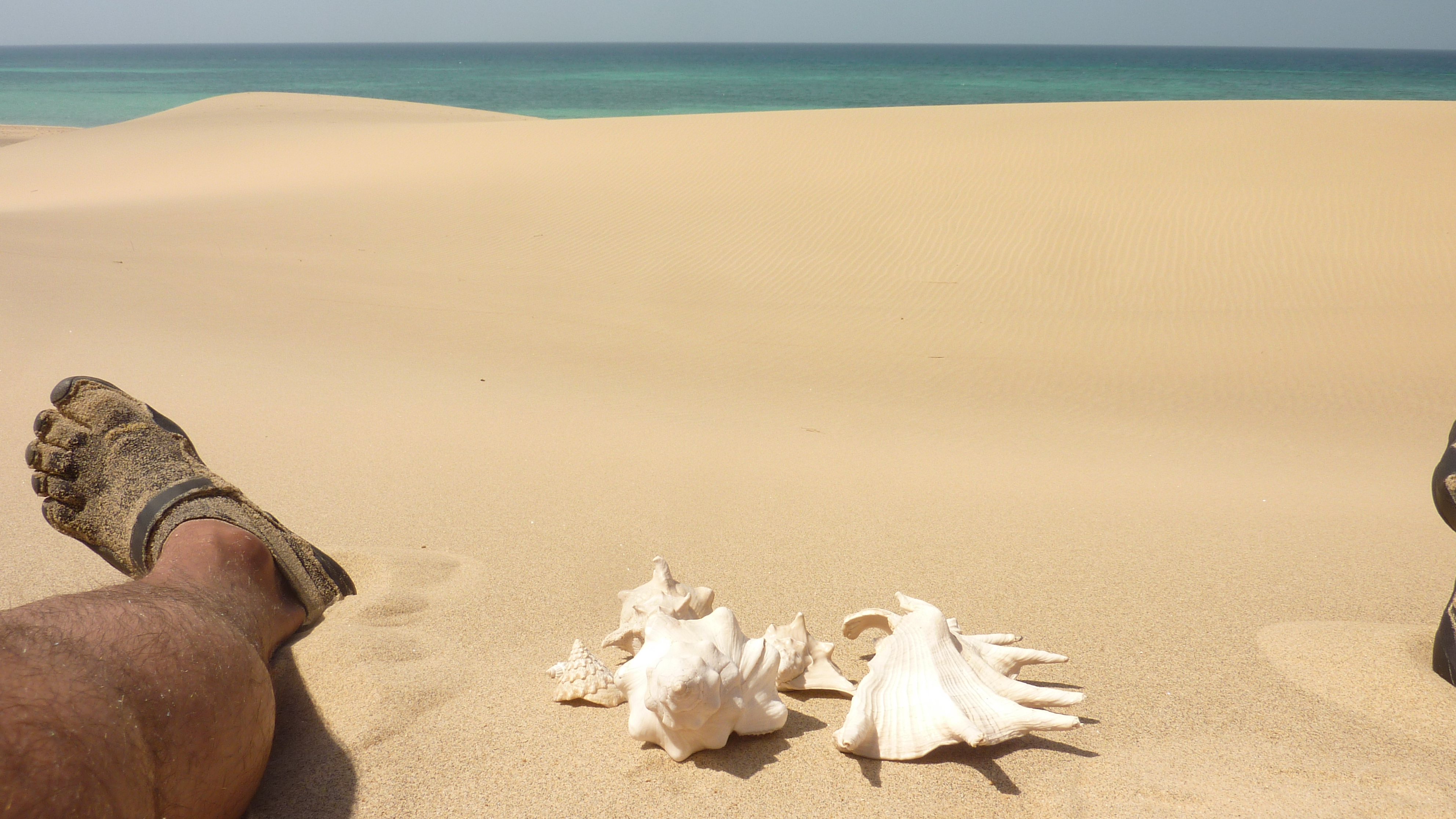
شاطئ بربرة.
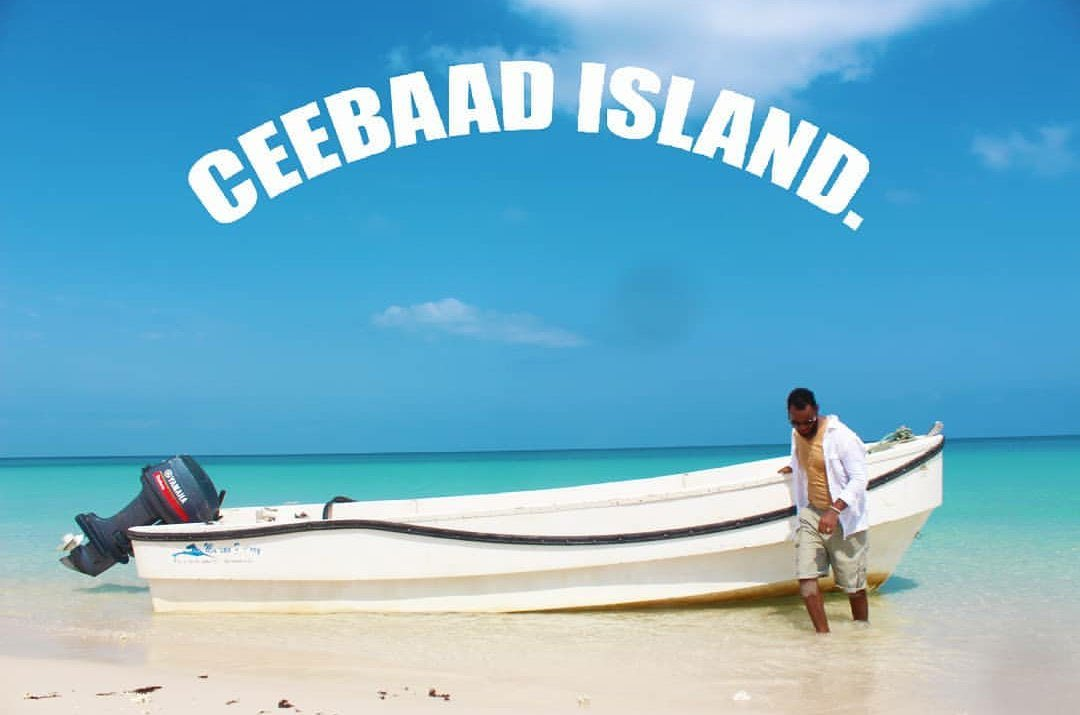
جزيرة عيبات في أرخبيل زيلا.

### الفصول الأربعة
أرض الصومال تمتاز بالفصول الأربعة في السنة، Gu و Hagaa تشمل فصلي الربيع والصيف، و Dayr و Jiilaal تشمل فصلي الخريف والشتاء على التوالي. ومتوسط هطول الأمطار السنوي يبلغ 14.5 بوصة في معظم أنحاء البلاد، ويبلغ أكثر من ذلك خلال فصلي الربيع والخريف. وتكثر الأمطار في فصل الربيع أو كما يسمى موسم الأمطار (أواخر شهر مارس/آذار وأبريل/نيسان ومايو/آيار وبداية شهر يونيو/حزيران)، وهذه الفترة تعد إيضاً موسم تكاثر الماشية.
يبدأ فصل الصيف في أواخر شهر يونيو/حزيران حتى أغسطس/آب، وعادة ما يكون جافاً بالرغم من وجود أمطار متفرقة. وهذه الأمطار معروفة باسم أمطار كاران. وفصل الصيف يميل إلى أن يكون حارا، وتنشط فيه الرياح في معظم أنحاء البلاد.
أما فصل الخريف فيبدأ من شهر سبتمبر/أيلول وأكتوبر/تشرين أول وبداية نوفمبر/تشرين ثان. ويعتبر الفصل الثاني من حيث كثرة الأمطار. وتسمى أمطار ذلك الفصل باسم قاصر، وتوحي بأن كمية هطول الأمطار بشكل عام أقل من فصل الربيع.
والفصل الأخير هو فصل الشتاء، ويعتبر الأشهر الأكثر جفافاً؛ بل هو موسم العطش، ويمتد من أواخر نوفمبر/تشرين ثان إلى أوائل مارس/آذار، حيث يقل معدل هطول الأمطار في المنطقة.
| البيانات المناخية لـ{{{location}}}   | البيانات المناخية لـ{{{location}}} | البيانات المناخية لـ{{{location}}} | البيانات المناخية لـ{{{location}}} | البيانات المناخية لـ{{{location}}} | البيانات المناخية لـ{{{location}}} | البيانات المناخية لـ{{{location}}} | البيانات المناخية لـ{{{location}}} | البيانات المناخية لـ{{{location}}} | البيانات المناخية لـ{{{location}}} | البيانات المناخية لـ{{{location}}} | البيانات المناخية لـ{{{location}}} | البيانات المناخية لـ{{{location}}} | البيانات المناخية لـ{{{location}}} |
| الشهر                                | يناير                              | فبراير                             | مارس                               | أبريل                              | مايو                               | يونيو                              | يوليو                              | أغسطس                              | سبتمبر                             | أكتوبر                             | نوفمبر                             | ديسمبر                             | المعدل السنوي                      |
| ------------------------------------ | ---------------------------------- | ---------------------------------- | ---------------------------------- | ---------------------------------- | ---------------------------------- | ---------------------------------- | ---------------------------------- | ---------------------------------- | ---------------------------------- | ---------------------------------- | ---------------------------------- | ---------------------------------- | ---------------------------------- |
| متوسط درجة الحرارة الكبرى °م (°ف)    | 30 (86)                            | 30 (86)                            | 40 (104)                           | 40 (104)                           | 40 (104)                           | 40 (104)                           | 40 (104)                           | 30 (86)                            | 30 (86)                            | 30 (86)                            | 30 (86)                            | 30 (86)                            | 34 (94)                            |
| متوسط درجة الحرارة الصغرى °م (°ف)    | 15 (59)                            | 15 (59)                            | 15 (59)                            | 15 (59)                            | 15 (59)                            | 15 (59)                            | 15 (59)                            | 15 (59)                            | 15 (59)                            | 15 (59)                            | 15 (59)                            | 0 (32)                             | 14 (57)                            |
| الهطول مم (إنش)                      | 40 (1.6)                           | 40 (1.6)                           | 40 (1.6)                           | 40 (1.6)                           | 40 (1.6)                           | 40 (1.6)                           | 50 (2.0)                           | 50 (2.0)                           | 40 (1.6)                           | 40 (1.6)                           | 40 (1.6)                           | 40 (1.6)                           | 500 (20)                           |
| المصدر: دراسات البلدان - أرض الصومال |                                    |                                    |                                    |                                    |                                    |                                    |                                    |                                    |                                    |                                    |                                    |                                    |                                    |

## النظام السياسي
في 31 أيار/مايو 2001م أقرّ أهل أرض الصومال أول دستور مكتوب للجمهورية عبر استفتاء عام بنسبة 97 بالمئة من المقترعين. وينص الدستور على انتخاب رئيس الجمهورية ونائبه معا في انتخابات عامة على أساس الأكثرية العددية للقواعد الانتخابية لنظام اللائحة الحزبية.
تتألف السلطة التشريعية للجمهورية من مجلسين تشريعيين؛ هما مجلس النواب ومجلس الشيوخ. وينص الدستور على انتخاب أعضاء مجلس النواب البالغ عددهم 82 عضوا في انتخابات عامة حرة؛ وذلك لولاية مدتها خمس سنوات. ولا يحدد الدستور الطريقة التي ينتخب بها أعضاء مجلس الشيوخ. ومدة ولاية مجلس الشيوخ 6 سنوات.
ووفقا للدستور لا يمكن وجود أكثر من ثلاثة أحزاب سياسية في آن واحد.
اكتسبت أكبر ثلاث أحزاب هذا الحق في الانتخابات البلدية سنة 2002م. وخاضت ثلاثة أحزاب أخرى الانتخابات البلدية التي عقدت في 22 كانون أول/ديسمبر 2002م. وفاز الحزب الديمقراطي الشعبي المتحد ب41 بالمئة من الأصوات، بينما فاز حزب كولمية وحزب العدالة والرفاه بـ 19 بالمئة و11 بالمئة من الأصوات على التوالي.

### مجلس النواب

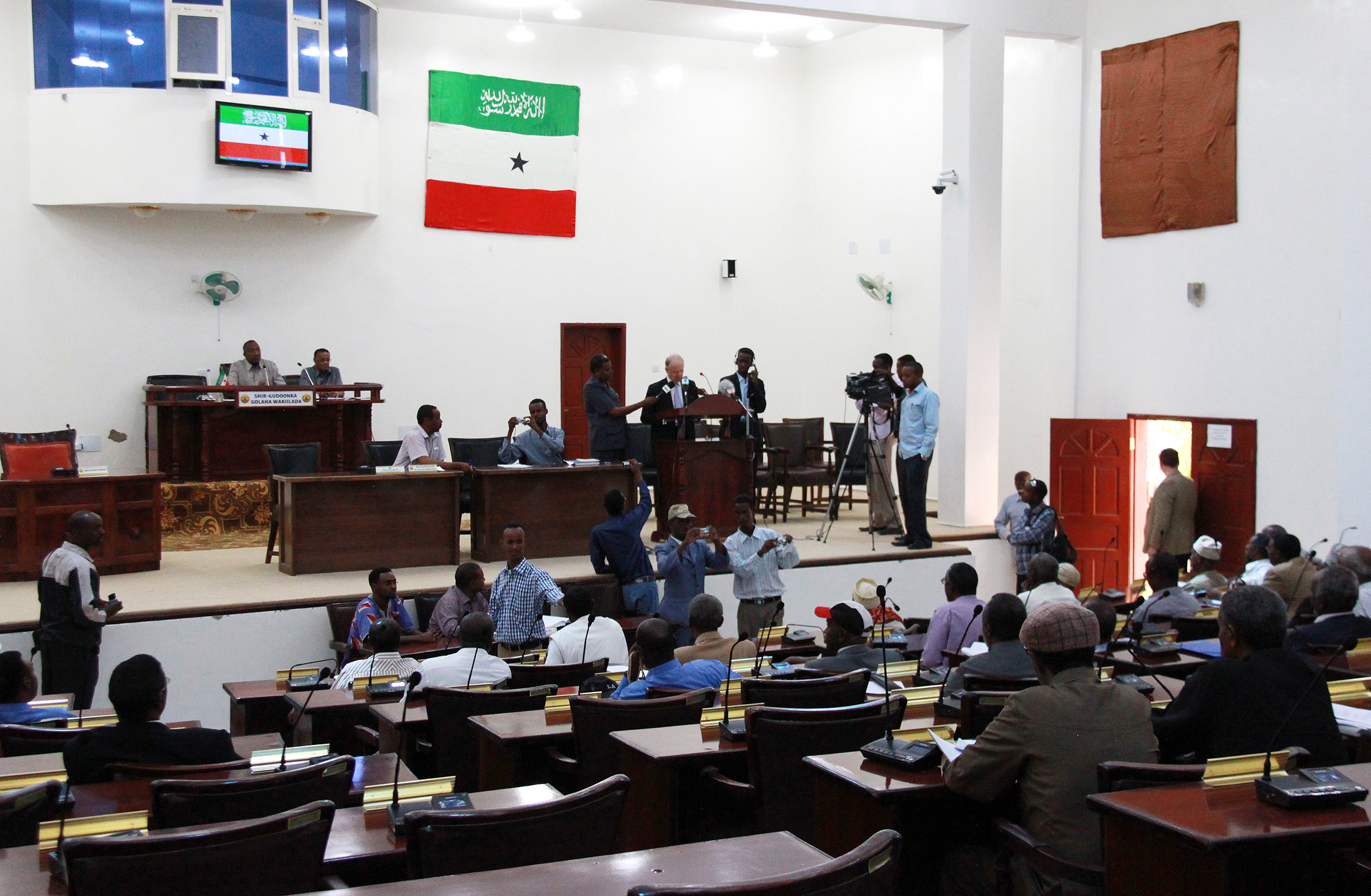
وزير الخارجية البريطانية هنري بيلينجهام يخاطب برلمان أرض الصومال، يوليو 2011.

مجلس النواب يتكون من الأعضاء الذين يمثلون الشعب، ويشكلون الجهة التشريعية الأولى في البلاد، ومن خلاله يتم إصدار القوانين وإقرارها والإشراف على الوضع السياسي العام. ويبلغ عدد أعضاء مجلس النواب 82 عضواً يتم انتخابهم عن طريق الانتخابات عامة حرة. 
مجلس النواب يتكون من الأعضاء الذين يمثلون الشعب، ويشكلون الجهة التشريعية الأولى في البلاد، ومن خلاله يتم إصدار القوانين وإقرارها والإشراف على الوضع السياسي العام. ويبلغ عدد أعضاء مجلس النواب 82 عضواً يتم انتخابهم عن طريق الانتخابات عامة حرة. 

### الأحزاب في أرض الصومال
- حزب التضامن (Kulmiye). وهو الحزب الحاكم خلال الفترة من 2010 وحتى 2016. زعيمه خلال نفس الفترة هو السيد موسى بيحي عبده. خاض الحزب منافسة قوية مع الحزب UDUB وUCID، وأعلنت «اللجنة الوطنية للانتخابات» فوزه بحوالي 50% من الأصوات، كما فاز الحزب بانتخابات مجلس النواب عام 2006 بـ28 مقعدا من أصل 82 مقعد.
- الحزب الديمقراطي الشعبي المتحد (UDUB). وهو أكبر حزب معارض. ويرأسه خلال الفترة الانتخابية من عام 2010 وحتى 2016 الرئيس السابق طاهر ريالي كاهن. وفاز الحزب في الانتخابات الرئاسية في عام 2004، بينما خسر في انتخابات 2010 الرئاسية. كما فاز الحزب بأغلبية نسبية في انتخابات مجلس النواب البرلمانية حيث فاز بـ33 مقعدا من أصل 82.
- حزب العدالة والتنمية (UCID). ثالث حزب سياسي في الجمهورية، زعيم الحزب هو المهندس فيصل علي ورابي، يغلب عليه طابع التوازن السياسي. فاز الحزب بانتخابات مجلس النواب عام 2006 بـ21 مقعدا من أصل 82 مقعدا.

### الانتخابات

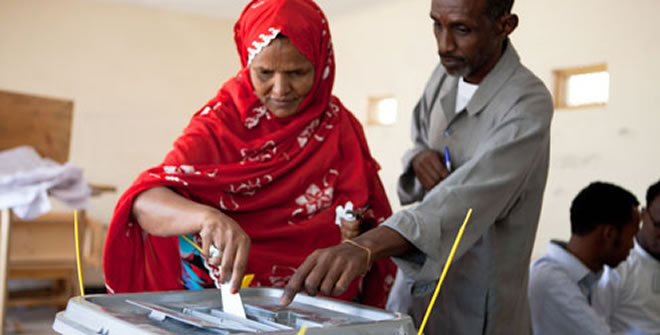
امرأة تدلي بصوتها في الانتخابات الرئاسية في هرجيسا، عاصمة أرض الصومال يوم الاثنين، 13 نوفمبر، 2017

عقب انهيار النظام العسكري الذي كان يحكم الصومال عام 1991م بادر زعماء الحركة الوطنية الصومالية بقرار إعلان انفصال إقليم شمال الصومال الذي كان يضم آنذاك خمس محافظات عن بقية الصومال في نفس العام. ومنذ ذلك الحين نجحت أرض الصومال في تحقيق مصالحة حقيقية بين العشائر التي تقطن الإقليم، وعملت على نشر الأمن والنظام والقانون، وقامت بإقرار أول دستور لها من خلال استفتاء أجري عام 2001م، كما نظمت في فترات مختلفة انتخابات حرة وناجحة تشمل الانتخابات البلدية والتشريعية والرئاسية.

### العلاقات الخارجية

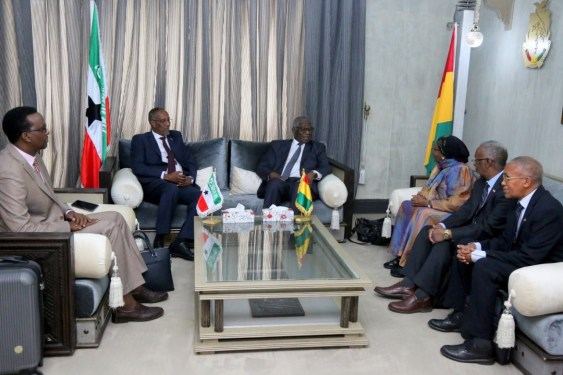
زار رئيس أرض الصومال موسى بيهي عبدي جمهورية غينيا واستقبل وفدا رفيع المستوى برئاسة وزير خارجية غينيا مامادي توري في عام 2019..

صوماليلاند لديها اتصالات سياسية مع جيرانها إثيوبيا وجيبوتي، دولة غير عضو في الأمم المتحدة جمهورية الصين، وكذلك مع جنوب إفريقيا، السويد، في المملكة المتحدة وأمة ليبرلاند الدقيقة. في 17 يناير 2007، أرسل الاتحاد الأوروبي (الاتحاد الأوروبي) وفدًا للشؤون الخارجية لمناقشة التعاون المستقبلي. أرسل الاتحاد الأفريقي (AU) وزير خارجية لمناقشة مستقبل الاعتراف الدولي، وفي 29 و30 يناير 2007، صرح الوزراء بأنهم سوف تناقش الاعتراف مع الدول الأعضاء في المنظمة.
في أوائل عام 2006، وجهت الجمعية الوطنية لويلز دعوة رسمية إلى حكومة أرض الصومال لحضور الافتتاح الملكي مبنى سنيد في كارديف. واعتبرت هذه الخطوة بمثابة اعتراف من قبل الجمعية الويلزية بشرعية الحكومة المنشقة. ولم يعلق وزارة الخارجية والكومنولث على الدعوة. ويلز هي موطن لجالية صومالية مغتربة كبيرة من أرض الصومال.
في عام 2007، كان وفد بقيادة الرئيس كاهين حاضرًا في اجتماع رؤساء حكومات الكومنولث في كمبالا، أوغندا. على الرغم من أن أرض الصومال تقدمت بطلب للانضمام إلى الكومنولث بموجب وضع مراقب، إلا أن طلبها لا يزال معلقًا.
في 24 سبتمبر 2010، صرح جوني كارسون، مساعد وزير الخارجية للشؤون الأفريقية، أن الولايات المتحدة سوف تعدل استراتيجيتها في الصومال وستسعى إلى مشاركة أعمق مع حكومتي أرض الصومال وبونتلاند مع الاستمرار في دعم الصومال. الحكومة الانتقالية. قال كارسون إن الولايات المتحدة سترسل عمال إغاثة ودبلوماسيين إلى بونتلاند وأرض الصومال وألمح إلى إمكانية مشروعات التنمية المستقبلية. ومع ذلك، أكد كارسون أن الولايات المتحدة لن توسع الاعتراف الرسمي بأي من المنطقتين.
التقى وزير إفريقيا البريطاني آنذاك، هنري بيلينجهام، برئيس صوماليلاند سيلانيو في نوفمبر 2010 لمناقشة السبل التي يمكن من خلالها زيادة مشاركة المملكة المتحدة مع أرض الصومال. قال الرئيس سيلانيو خلال زيارته إلى لندن: «لقد عملنا مع المجتمع الدولي وكان المجتمع الدولي يتواصل معنا، ويقدم لنا المساعدة ويعمل معنا في التحول الديمقراطي وبرامج التنمية. ونحن سعداء جدًا بالطريقة التي يتعامل بها المجتمع الدولي معنا، ولا سيما المملكة المتحدة والولايات المتحدة والدول الأوروبية الأخرى وجيراننا الذين يواصلون السعي للحصول على الاعتراف.» تم أيضًا دعم الاعتراف بأرض الصومال من قبل المملكة المتحدة من قبل حزب استقلال المملكة المتحدة، الذي جاء في المرتبة الثالثة في التصويت الشعبي في الانتخابات العامة لعام 2015. التقى زعيم UKIP، نايجل فاراج مع علي عدن أوالي، رئيس بعثة المملكة المتحدة في أرض الصومال في اليوم الوطني لأرض الصومال، 18 مايو، في عام 2015، للتعبير عن دعم UKIP لأرض الصومال. قال نايجل فراج إن «أرض الصومال كانت منارة للسلام والديمقراطية وسيادة القانون في القرن الأفريقي على مدار الـ 24 عامًا الماضية. لقد حان الوقت لأن تعترف المملكة المتحدة وبقية المجتمع الدولي بقضية أرض الصومال للاعتراف بها. لقد حان الوقت لمكافأة السلام. بالنسبة للمملكة المتحدة أن تدير ظهرها لمطالبها المشروعة بالسيادة، فهذا أمر خاطئ. ومن غير العادي أننا لم نضغط من أجل قبولهم في الكومنولث. وفي السنوات الأخيرة، أيدنا قبول دول مثل موزمبيق التي ليس لها روابط تاريخية ببريطانيا، لكن أرض الصومال، المحمية السابقة تُركت في البرد. هذا يجب أن يتغير».
في عام 2011، دخلت كل من أرض الصومال ومنطقة بونتلاند المجاورة في مذكرة تفاهم متعلقة بالأمن مع سيشيل. في أعقاب إطار اتفاق سابق تم توقيعه بين الحكومة الاتحادية الانتقالية وسيشيل، تنص المذكرة على "نقل الأشخاص المدانين إلى سجون "بونتلاند" و"صوماليلاند".: "دخلت حكومة سيشيل في اتفاق مع الحكومة الاتحادية الانتقالية، ومذكرات تفاهم مع سلطات" بونتلاند "و" صوماليلاند "، من أجل نقل المدانين إلى سجون" بونتلاند "و" صوماليلاند ". كما هو مبين في القسم أعلاه المتعلق بالصومال، يتطلب كل نقل مقترح بموجب هذه الترتيبات طلبًا من سلطات سيشيل وموافقة السلطات الصومالية ذات الصلة ".

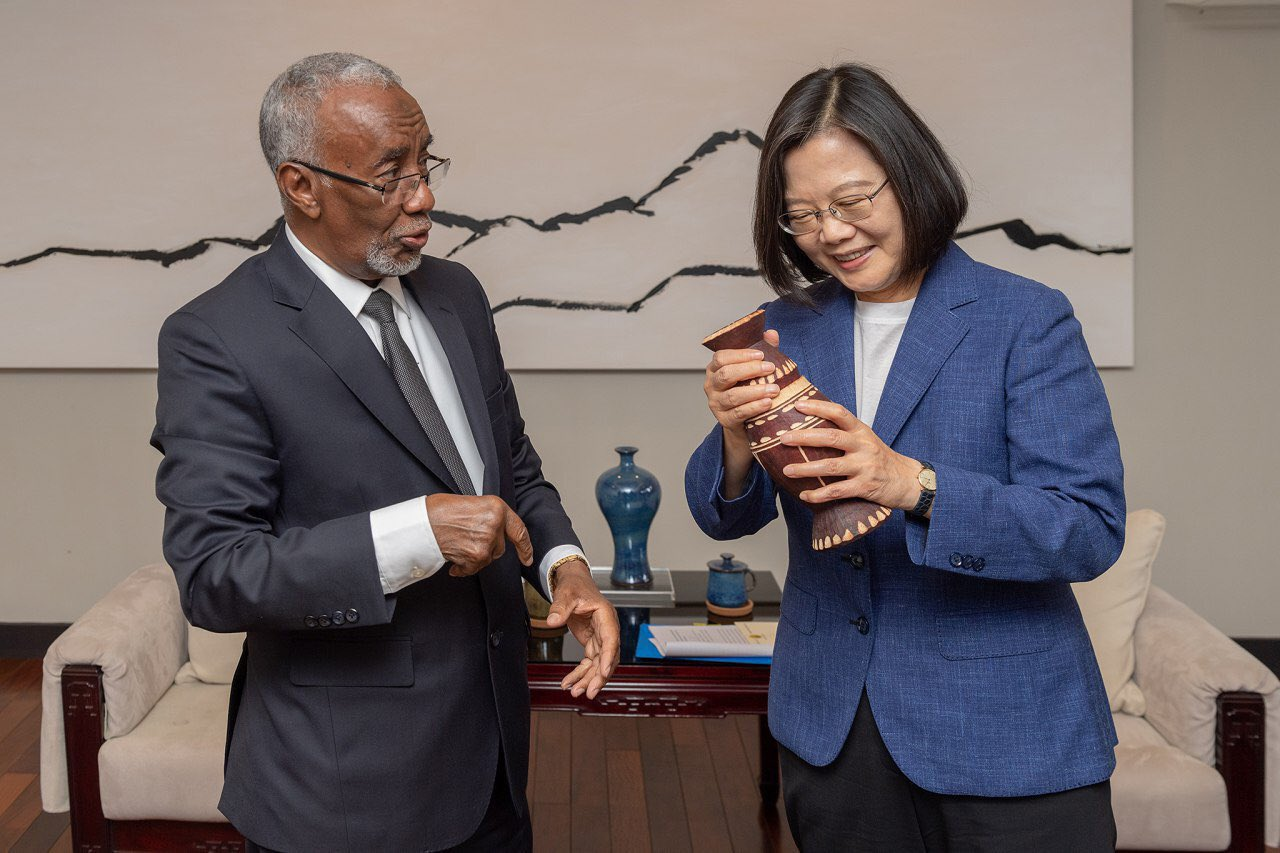
وزير خارجية أرض الصومال حاجي محمود مع رئيسة تايوان تساي إنغ ون.

في 1 يوليو 2020، وقعت أرض الصومال وتايوان اتفاقًا لإنشاء مكاتب تمثيلية لتعزيز التعاون بين البلدين.

### القوات المسلحة

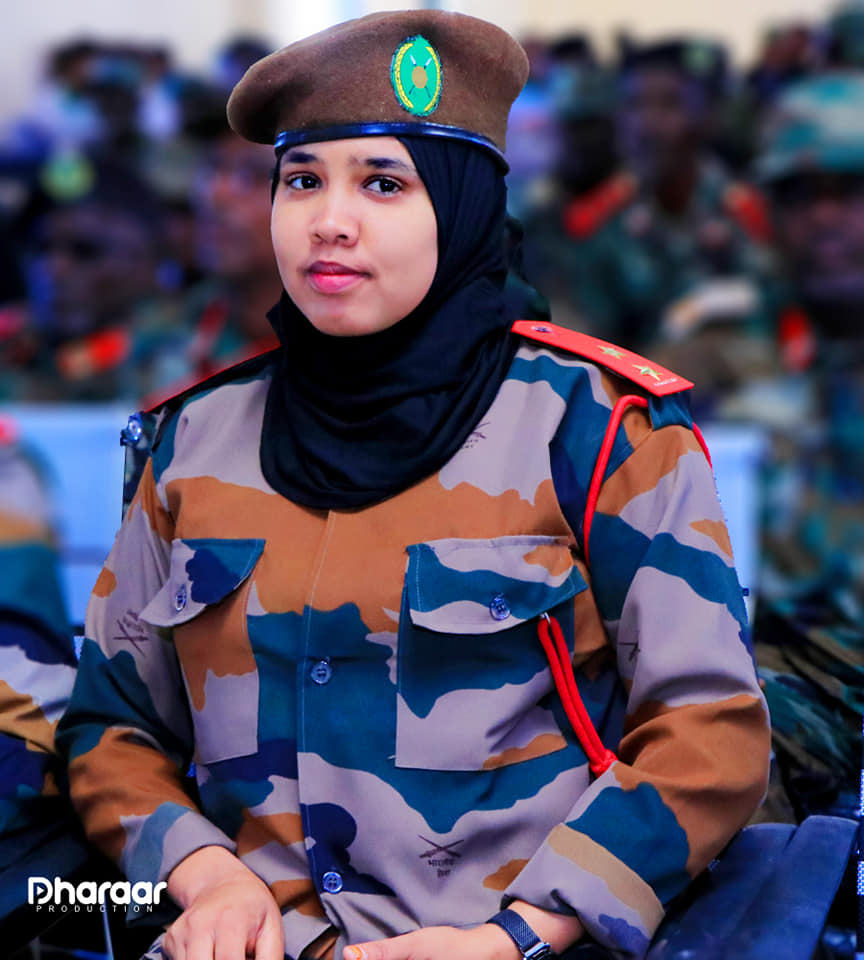
النساء في جيش صوماليلاندية.

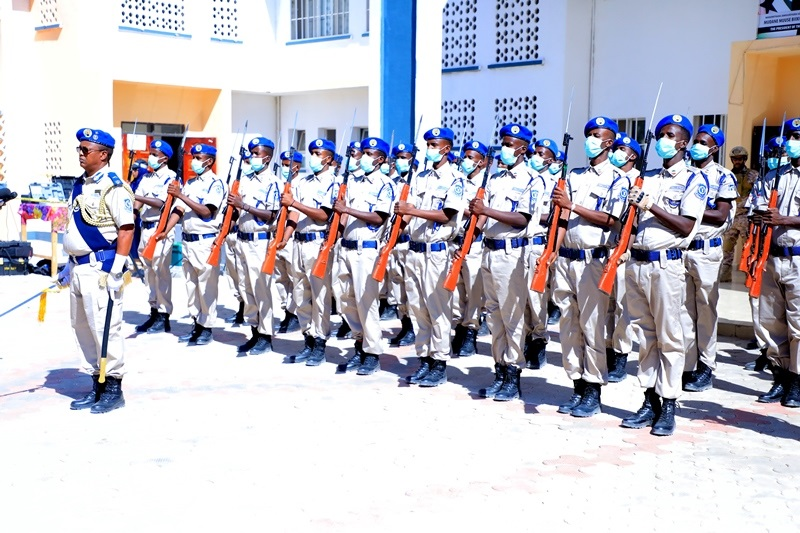
موكب الذكرى 25 للشرطة.

القوات المسلحة صوماليلاندية هي القيادة العسكرية الرئيسية في أرض الصومال. إلى جانب شرطة أرض الصومال وجميع قوى الأمن الداخلي الأخرى، يشرف عليهم وزارة الدفاع. الرئيس الحالي للقوات المسلحة في أرض الصومال هو وزير الدفاع، عبدقاني محمود عتي.
يتكون جيش أرض الصومال من اثني عشر فرقة مجهزة بشكل أساسي بالأسلحة الخفيفة، على الرغم من أنها مجهزة ببعض مدافع الهاوتزر وقاذفات الصواريخ المتنقلة. عرباتها المدرعة ودباباتها في الغالب من تصميم سوفيتي، على الرغم من وجود بعض المركبات والدبابات الغربية القديمة في ترسانتها. البحرية الصومالية (غالبًا ما يشار إليها باسم خفر السواحل من قبل أسوشيتد برس)، على الرغم من النقص الشديد في المعدات والتدريب الرسمي، يبدو أنها حققت بعض النجاح في الحد من القرصنة والصيد غير القانوني داخل مياه أرض الصومال.

## قبائل جمهورية أرض الصومال
يتكون سكان صوماليلاند من قبيلة إسحاق وقبيلة الغادابورسي أو السمرون قبائل الغبوييي والهرتي الورسنجلي والدولباهنتي.
وتشكل قبيلة إسحاق 70% من سكان جمهورية أرض الصومال تنتشر هذه القبائل في شمال غرب الصومال في إقليم هود وأوجادين وإقليم الصومال في إثيوبيا وجيبوتي يتمحوروا في بعض المدن مثل هرجيسا وعيرجابو وبربرة وبرعو وسيريجابو تعتبر الكتب والمصادر التاريخية التي توثق عنهم نادرة نوعا ما.
تنقسم القبيلة إلى ستة أجذم رئيسية يتم سردها هنا حسب النطق وهي :
- هبر جيعلو : موسى إسحاق (موسيه)، محمد إسحاق (سمرون)، إبراهيم إسحاق (سنبور)، رير دود
- هبر أول : عيسى موسى، سعد موسى[ أيوب (أيوب إساق)، أرب (كالي إساق) وقرحاجس (إسماعيل إساق)] عيداجاله، هبر يونس
- تول جيعلي (أحمد إساق)

### دور القبائل في الانفصال

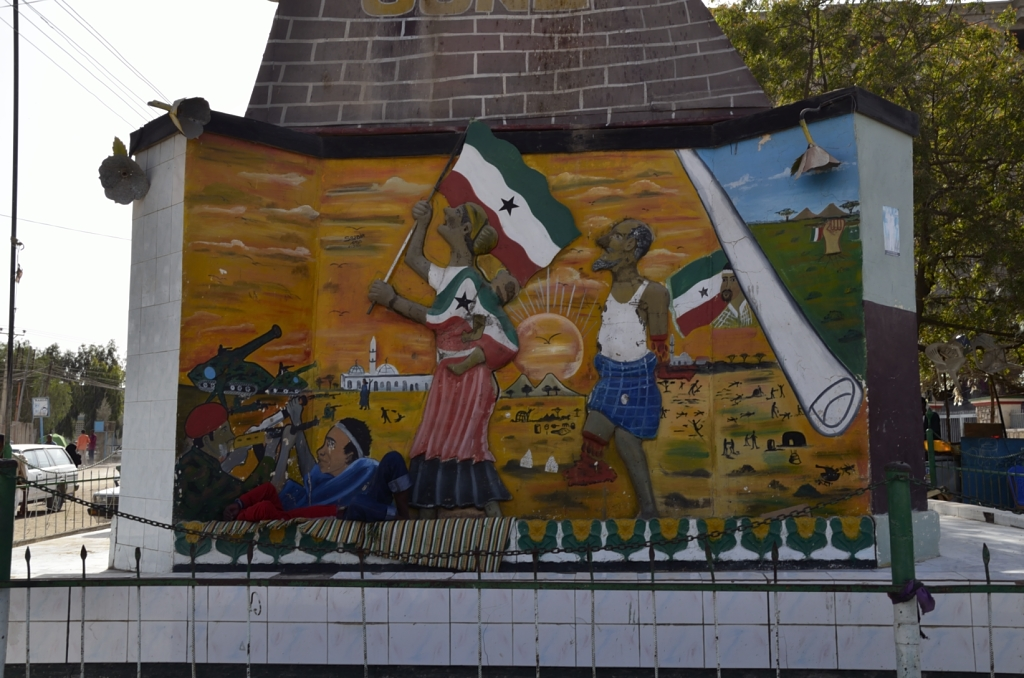
رسمة جدارية في هرجيسة.

لا تختلف أرض الصومال في مكونها البشري، وبيئتها القبلية عن باقي بقاع إقليم الصومال. لكن الملفت في حالة أرض الصومال وجود توافق داخلي على التعامل الحكيم مع المسألة القبلية التي كانت قد بلغت ذروة تأزمها في ظل النظام الدكتاتوري للرئيس محمد سياد بري، حيث تم تعميق انعدام الثقة وإحياء النعرات القديمة، والتعامل التمييزي ضد أسس الثقافة الصومالية وأبرزها العامل الديني الذي كان يمثل ضمانة حقيقية لتحقيق الأمن الداخلي والتماسك الاجتماعيين وبخاصة في الحالات الحرجة التي تعجز النظم القبلية، ومؤسسات الدولة عن معالجتها.
وقد مثل لأداء الحركة الوطنية الصومالية (S.N.M)، ذات الأغلبية من الأكارم من “بني إسحاق”، كأحد المنتصرين في الثورة الشعبية المسلحة على النظام الحاكم، مثل هذا الأداء أحد أهم المنعطفات التاريخية في أرض الصومال والصومال قاطبة، حيث تجلى في خطاب هذه الحركة قدر عال من اعتبار السلام والمصالحة مع الجبهات الأقل قوة، وهي القوى الاجتماعية التي كانت تؤيد النظام الدكتاتوري في المنطقة، منساقة تحت إغراء المكافأة وتضليل الإعلام الحكومي والتلويح بالعقوبة والانتقام، لتساهم في إطالة أمد الحرب الأهلية بالشمال الصومالي، وما ترافق معها من مآسٍ وجرائم حرب وانتهاكات ضد الإنسانية، خارقة القيم الدينية والتقاليد القبلية للصوماليين.
فتوالت مؤتمرات المصالحة كمؤتمر “بورما” في عام 1993م، مبرزة دورًا أساسيًا للقادة التقليديين، كاد أن يتم إلغاؤه في ظل سلطة الفرد الواحد، مجنبة المنطقة تناحرًا طويلًا مؤسفًا وغير مجدٍ، كما جرى لاحقًا في مناطق الجنوب الصومالي، التي خسرت كل نظمها التقليدية بسبب القبضة الحديدية للنظام البائد.
وانتقلت القيادات العسكرية للفصائل القبلية بأرض الصومال من مرحلة القيادة الميدانية إلى الصف الثاني على صعيد عملية صناعة القرار، وتم ذلك بفكر متجرد من النزعة القبائلية الضيقة لصالح نزعة وطنية حرصت على نزع الشرعية عن أي سلوك انفرادي تجاه أي مستجدات قد ترد في جو الاستقلال المشحون بالألم والتوجس. وكان تولي الرئيس محمد حاج إبراهيم عقال مقاليد الحكم في أرض الصومال نقلة للإقليم كله من حيث التحجيم النهائي لقادة الجبهات، خاصة الجبهة الأكبر والأقوى “الحركة الوطنية الصومالية”، مما دفع بقادتها للتوجه التام للدخول في العملية السياسية، بعد القطيعة الحازمة مع مرحلة العمل عبر الفصائل.
وقد لعبت مؤتمرات السلام دورًا أساسيًا، في تهيئة الجو لعودة الطرح الذي طويت صفحته قبل ثلاثة عقود، الهادف لإعلان جمهورية أرض الصو مال، ككيان سياسي مستقل عن الوحدة القديمة، وكل ما يحيط به من الكيانات والدول. 

## التقسيم الإداري
| مرودي جيح توغدير عدل سناج صول ساحل |

المحافظات والمناطق حسب نشوئها التاريخي:
مرودي جيح
توغدير
عدل
سناج
صول
ساحل

تنقسم جمهورية أرض الصومال إلى 6 إقليماً، وهي:
الاقاليم الستة الكبيرة وهي 6
1. إقليم مرودي جيح: وعاصمة الإقليم هي مدينة العاصمة هرجيسا عاصمة البلاد
2. إقليم توغدير: وعاصمة الإقليم هي مدينة بورعو وهي العاصمة الثانية للبلاد
3. إقليم عدل: وعاصمة الإقليم هي مدينة بورما
4. إقليم سناج: وعاصمة الإقليم هي مدينة ايرجافو
5. إقليم صول: وعاصمة الإقليم هي مدينة لاس عانود
6. إقليم ساحل: وعاصمة الإقليم هي مدينة بربرة

## الاقتصاد

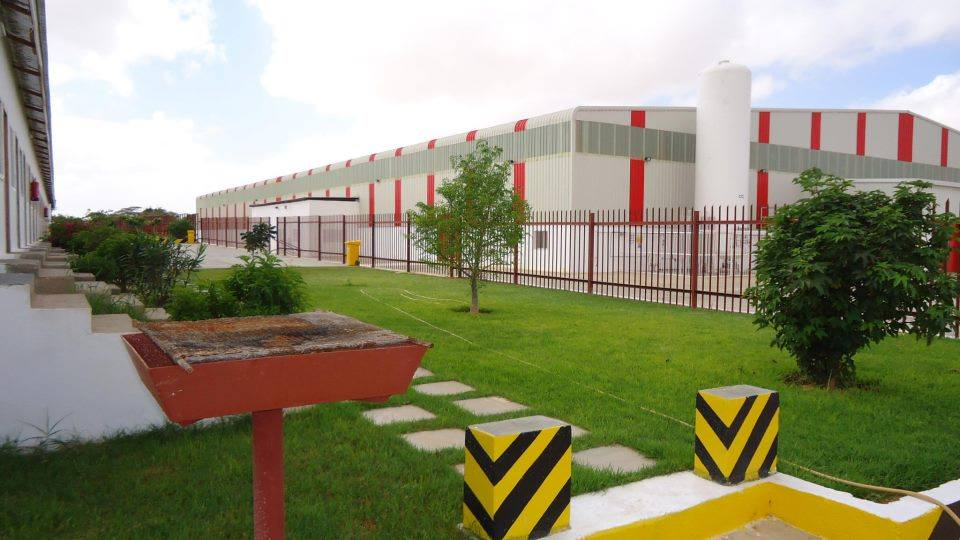
شركة صوماليلاند لصناعة المشروبات هي أول شركة لتعبئة المشروبات في منطقة صوماليلاند لشركة كوكاكولا في هرجيسا.

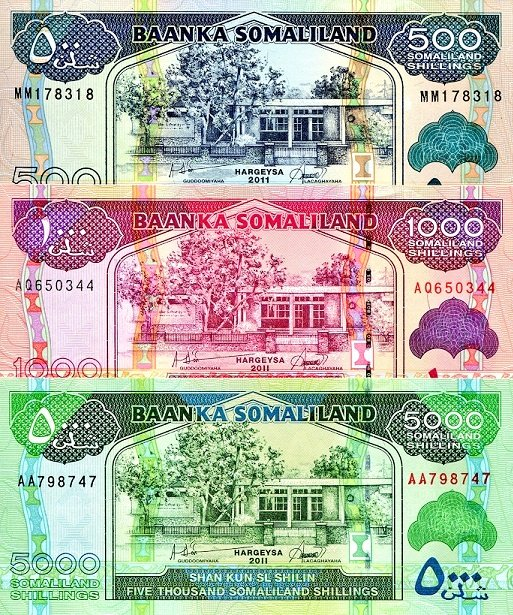
شلن صوماليلاندي.

الاقتصاد في أرض الصومال في مرتبة متأخرة. والعملة الرئيسية هي الشلن الصوماليلاندي، ويتم تنظيمه من قبل البنك المركزي لأرض الصومال الذي أنشئ في عام 1994م بموجب الدستور. وتعتمد أرض الصومال في مواردها على ما يلي:
- النظام الضريبي.
- التحويلات المالية: ويقدر البنك الدولي أن التحويلات المالية التي تصل إلى الصومال من قبل المهاجرين الذين يعملون في الولايات المتحدة وأوروبا ودول الخليج تبلغ قيمتها مليار دولار أمريكي سنويا.
- ميناء بربرة: منذ أواخر التسعينات، تحسنت الخدمات في ميناء بربرة نتيجة توفير مساهمات محدودة من الحكومة والمنظمات غير الحكومية والجماعات الدينية والصوماليلانديين بالخارج والمجتمع الدولي والقطاع الخاص المتنامي، وكذلك الحكومات المحلية والبلديات التي ساهمت في تطوير الخدمات العامة الأساسية مثل المياه والتعليم والكهرباء والأمن.
- الزراعة: وتعتبر الزراعة في الإقليم نشاطا اقتصاديا ناجحا، وبخاصة في إنتاج الحبوب القمح والشعير. لكن العمود الفقري للاقتصاد في أرض الصومال يعتمد على الثروة الحيوانية. ويقدر إجمالي الثروة الحيوانية في البلاد بحوالي 24 مليون رأس ماشية في عام 1998م، ويتم تصدير 3.5 مليون رأس من الماشية سنويا إلى دول الشرق الأوسط مثل المملكة العربية السعودية التي تعتبر السوق الرئيسي لتصدير الماشية.
- التعدين: من المحتمل أن يكون مصدر ازدهار للاقتصاد في المستقبل. ولكن حاليا، وبالرغم من وجود كميات كبيرة من مختلف الرواسب المعدنية، إلا أن التعدين في الوقت الراهن لا يعد نشاطا رئيسيا. ومع ذلك، ثمة تأكيدات على وجود مواد خام مثل النفط والغاز والجبس والجير والميكا وحجر الكوارتز واللجنيت والفحم والرصاص والذهب والكبريت، ومن الممكن أن تشكل هذه الثروة المعدنية مصدر دخل قومي معتبر لجمهورية أرض الصومال.
- سعر الصرف: العملة الرسمية لأرض الصومال هي شلن صوماليلاندي (SLSh)، كان سعر الصرف الشلن مقابل الدولار الأمريكي في نهاية ديسمبر 2008 : 1 دولار أمريكي = 7500 شلن صوماليلاندي.

### الموانئ

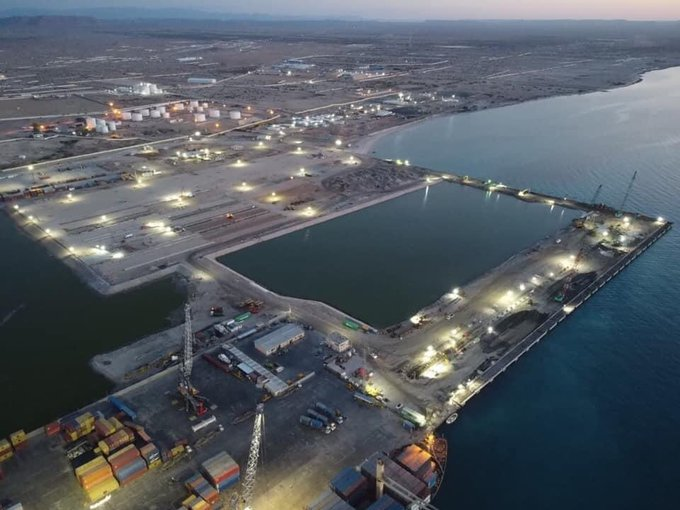
ميناء جديد لمحطة حاويات موانئ دبي العالمية بربرة.

في يونيو 2016، وقعت حكومة أرض الصومال اتفاقية مع موانئ دبي العالمية لإدارة ميناء بربرة بهدف تعزيز القدرة الإنتاجية والعمل كميناء بديل لإثيوبيا غير الساحلية.

### التنقيب عن النفط

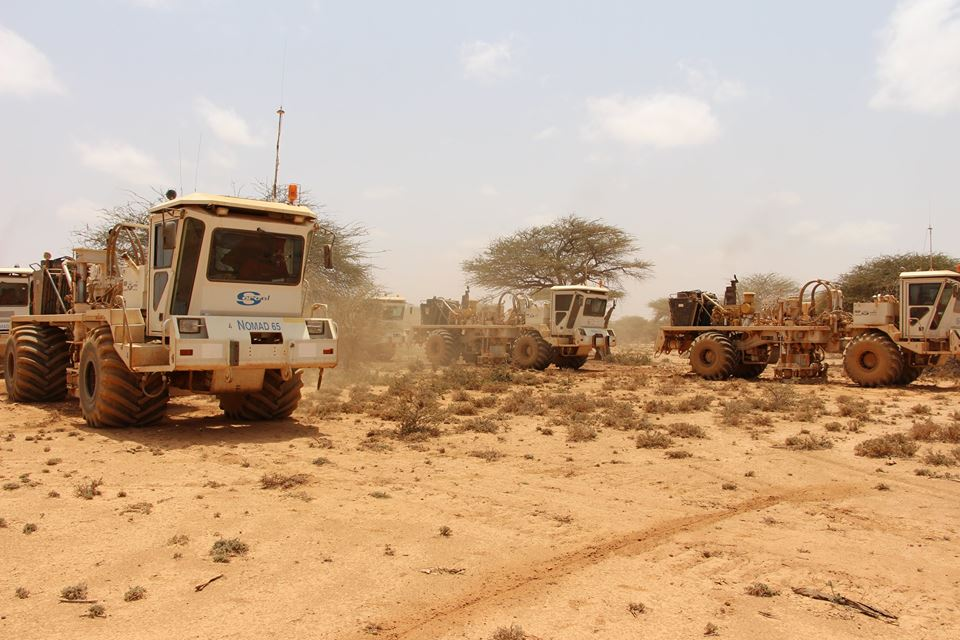
أنشطة التنقيب عن النفط والغاز في منطقة أودواين بالمحافظة توغدير.

في أغسطس 2012، منحت حكومة أرض الصومال Genel Energy رخصة للتنقيب عن النفط داخل أراضيها. أكدت نتائج دراسة تسرب السطح التي اكتملت في أوائل عام 2015 الإمكانات البارزة المعروضة في كتلة SL-10B و SL-13 وكتلة Oodweyne باحتياطي نفطي يقدر بمليار برميل لكل منهما. تم تعيين Genel Energy لحفر بئر استكشاف لـ SL-10B و SL-13 في بور- ذهب على بعد 20 كيلومترًا شمال غرب أينابو بحلول نهاية عام 2018.

## التركيبة السكانية والدين

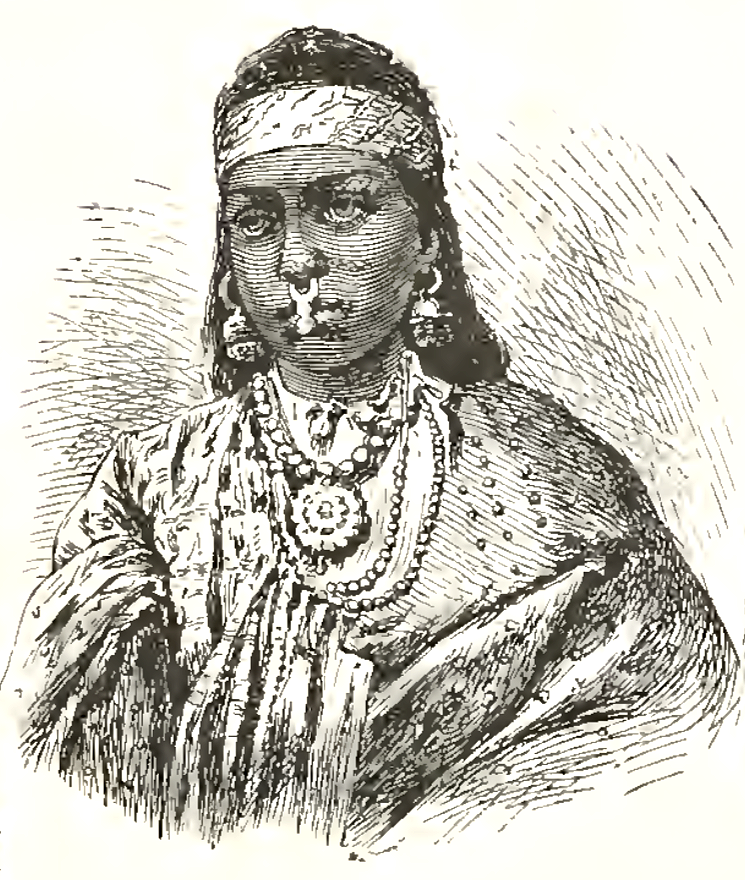
رسم توضيحي يصور امرأة صومالية من قبيلة اسحاق نُشر في بيلدر أطلس عام 1870.

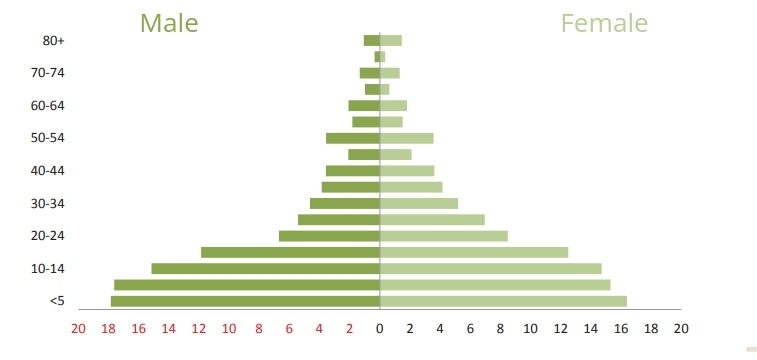
عدد السكان لكل فئة عمرية في صوماليلاند عام 2020.

يبلغ تعداد سكان جمهورية أرض الصومال 3.5 مليون نسمة، ومعظم السكان المحليين ينتمون إلى العرق الصومالي. ومن ناحية ثانية، نجد أن 55 بالمئة من السكان من البدو الرحل أو شبه الرحل «سكان البادية»، بينما يعيش 45 بالمئة من السكان في المراكز الحضارية أو المدن، والتي تشمل العاصمة هرجيسا التي يقدر عدد سكانها بحوالي 650 ألف نسمة، ومدن أخرى مثل بورعو وبورما وبربرة وعيريجابو ولاس عانود. 
ويدين 100 بالمئة من السكان الإسلام، وفق المذهب الشافعي. 

## التعليم

### الجامعات في جمهورية صوماليلاند
الجامعات في جمهورية صوماليلاند المعترف بها من قبل وزارة التربية والتعليم العالي لعام 2012 هي 17 جامعة رسمية ومعترف بها:
- جامعة عمود وتعتبر أقدم وأكبر جامعة في البلاد، ومقرها إقليم أودل مدينة بوراما (حكومية)
- جامعة هرجيسا. ومقرها العاصمة. (حكومية)
- جامعة برعو. ومقرها إقليم توقدير مدينة بورعو (حكومية)
- جامعة جولس. ومقرها العاصمة وفروع في مدن برعو وبربرة. (خاصة)
- جامعة أدامس. ومقرها العاصمة. (خاصة)
- جامعة ألفا. ومقرها العاصمة. (خاصة)
- جامعة نيو جينيريشن. ومقرها العاصمة. (خاصة)
- جامعة أبارسو تيك. ومقرها العاصمة. (خاصة)
- جامعة القرن، ومقرها العاصمة. (خاصة)
- جامعة هوب، ومقرها العاصمة. (خاصة)
- جامعة أدنا أدن الطبية، ومقرها العاصمة. (خاصة)
- جامعة أديس أبابا الطبية، ومقرها العاصمة. (خاصة)
- جامعة بدر كولج، ومقرها العاصمة.(خاصة)
- جامعة سناق. ومقرها إقليم سناق مدينة عيرقابوا (حكومية)
- جامعة أيلو. إقليم أودل مدينة بوراما (خاصة)
- جامعة نوقال. إقليم صول مدينة لاسعانود (حكومية)
- جامعة تماعدي. ومقرها إقليم قبيلي (حكومية)
- جامعة علوم البحار. إقليم ساحل مدينة بربرة (حكومية)

## وصلات خارجية
- صوماليلاند - GovPubs, جامعة كولورادو بولدر
- صوماليلاند على مشروع الدليل المفتوح
- الموقع الرسمي لصوماليلاند

1. ↑  تبلغ مساحة الأراضي المطالب بها 177000 كيلومتر مربع من الدولة الإنفصالية،[1] على الرغم من أن الحجم الدقيق للسيطرة قد اختلف بمرور الوقت بسبب الصراعات المختلفة.